# Bake-danuki
Cet article traite du tanuki dans le folklore japonais. Pour l'animal, voir Nyctereutes. Pour voir l’objet traditionnel japonais, voir Statue de tanuki.
Œuvres principales
- Bunbuku chagama) (分福茶釜, « La bouilloire du bonheur »)
- Shôjôji tanuki bayashi (清浄寺の狸囃子)
- Matsuyama Sōdō Happyakuya-danuki Monogatari (松山騒動八百八狸物語)
Le bake-danuki ou bake-tanuki (化け狸 ; 化狸, « monstre tanuki », « tanuki-métamorphe »), est une catégorie générique de yōkai (créatures du folklore japonais) inspirés du tanuki (狸 ; タヌキ, Chien viverrin ; Nyctereutes), un genre de canidé ressemblant au raton laveur et parfois confondu avec le blaireau.
Tout comme le renard et le chat, le tanuki fait l'objet de récits dans lesquels il est réputé pouvoir changer de forme à volonté et posséder les humains. L'animal est très présent dans la littérature classique, le folklore et la culture populaire du Japon. Le mamedanuki, connu pour son attrait pour l'alcool et son scrotum extensible, représenté sous forme de petits personnages dans les céramiques de Shigaraki, est la forme de bake-danuki la plus reconnaissable dans l'imaginaire populaire.

## Présentation

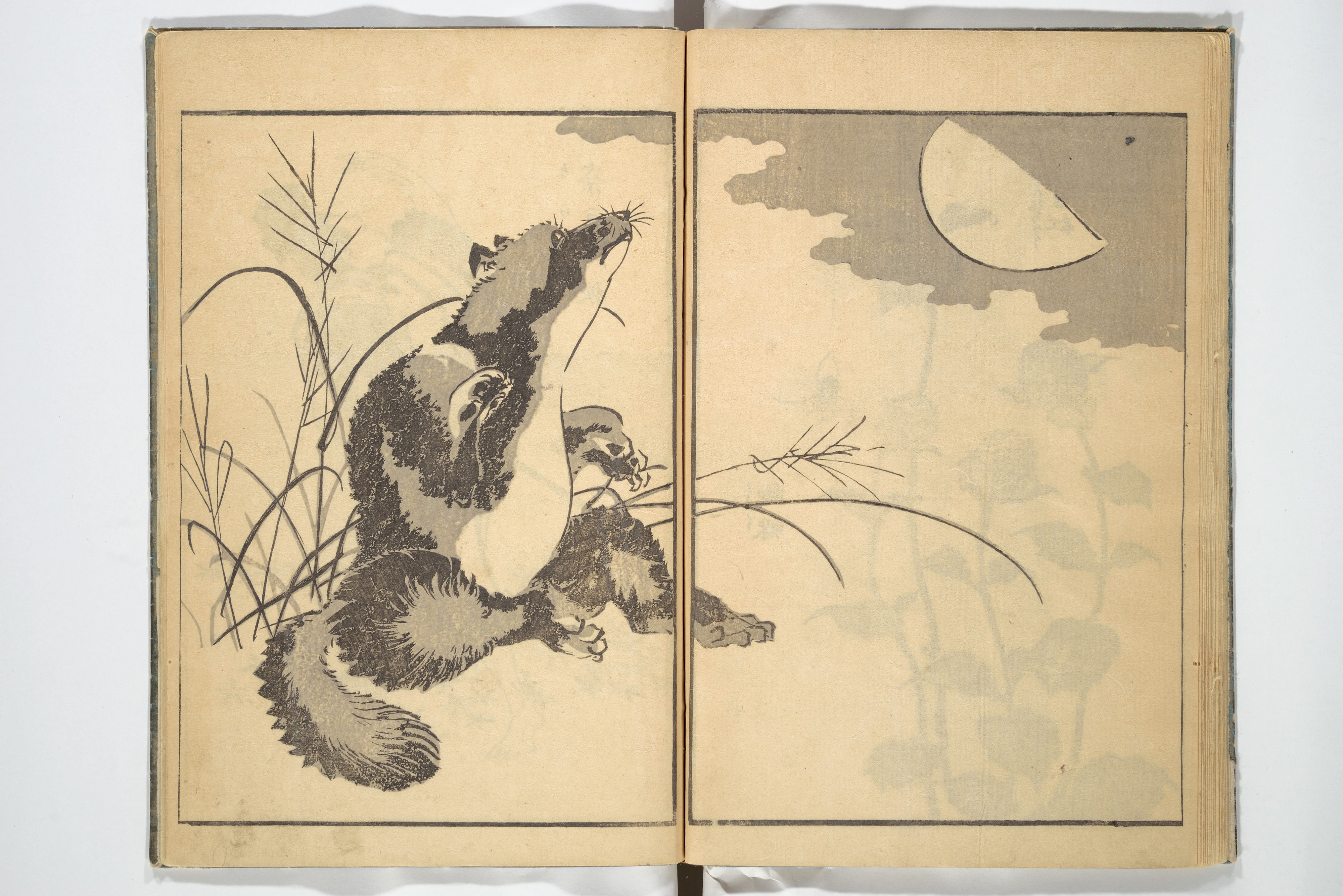
Tanuki regardant la lune, par Hokusai (1843)

Le terme bake-danuki (化け狸), pouvant se traduire par « tanuki transformiste » ou « monstre-tanuki », désigne aujourd’hui, spécifiquement un tanuki dotés de pouvoirs magiques ou ayant un rapport avec le paranormal et le fantastique. Il s’agit d’une dénomination surtout utilisée dans un contexte actuel, dans l’objectif de bien dissocier l’animal des yōkai du folklore. Cela peut concerner une même créature légendaire inspirée du chien viverrin, comme de très nombreuses variantes très différentes selon les régions du Japon n’ayant rien à voir entre elles. Tout comme le renard, la loutre ou encore le singe, le chien viverrin, en tant qu’animal était, par le passé, décrit comme une entités surnaturelle, comparable à d’autres créatures du folklore japonais, comme les kappa et les tengu. Le nom « tanuki » était donc utilisé pour désigner sans distinction les animaux vivants dotés de pouvoirs extraordinaires, les spectres, les revenants ou encore les divinités. Son image a été popularisé dans des légendes populaires et les contes pour enfant comme Kachi-kachi-yama ou Bunbuku-chagama, ou bien par l’intermédiaire de productions comme les ukiyo-e ou encore sur la forme de statuettes.

### Dénominations
Au cours de la période Édo, le chien viverrin était désigné par un grand nombre de dénominations qui pouvaient varier selon les localités, et le contexte :  Dans le folklore local, le chien viverrin était désigné sous les noms de tanuki (狸), mujina (狢) et mami (猯), avec plus ou moins de variations selon les régions. Certaines de ces dénominations pouvait désigner d’autres animaux comme le blaireau japonais, désigné sous le nom de mujina, mais surtout mami dans de nombreuses régions. Cependant, il semblerait que le blaireau en tant que tel n’ai joué aucun rôle prédominent dans le lore autour du bake-danuki. Le mamedanuki (豆狸), l’un des yōkai ayant le plus influencé le folklore autour du tanuki, était également une dénomination utilisée pour désigner le chien viverrin dans les contrées comprenant le Kansai actuel. Dans la littérature, le bake-danuki possédait des dénominations d’inspirations sino-japonaises comme yōri (妖狸), kairi (怪狸) ou encore furudanuki ou kori (古狸, « vieux tanuki »).

## Histoire

### Origines et développement de la culture autour du tanuki
Des sources historiques anciennes font état de récits évoquant des chiens viverrins usant de pouvoirs magiques comme la métamorphose pour jouer des tours aux humains ou déclencher des phénomènes paranormaux, mais la plupart des folkloristes sont d'accord pour affirmer que la plupart des récits autour de tanukis transformistes, sont issus des récits autour des esprits-renards en Chine, principalement issus de pratiques ésotériques du bouddhisme dans lesquels ils pouvaient être vus comme des forces démoniaques possédant les hommes, ne pouvant être vaincues que par les préceptes bouddhiques. La première mention supposée de l’animal dans la littérature pourrait remonter à la période Nara dans le chapitre du Nihon Shoki parlant du règne de l’impératrice Suiko :
« Au deuxième mois du printemps, il y a des ujina dans le pays de Mutsu »(春二月、陸奥有狢), « Ils se changent en Homme et chantent des chansons » (化人以歌),,.
D’autres mentions d’animaux dotés de pouvoirs de métamorphose apparaissent par la suite dans des classiques tels que le Nihon ryōiki et le Uji shūi monogatari. À cette époque, le chien viverrin était désigné sous le nom de ujina (狢), c'était une créature comparable au renard, dotée de grands pouvoirs magiques contenus dans une perle dans son estomac, à la manière des renards en Chine et en Corée.

Les premières traces relatives de bake-danuki tels qu'on les perçoit aujourd'hui, remontent à l'époque de Kamakura où le poète Jakuren décrit la créature ainsi : "Seuls les tanukis peuvent battre le tambour dans un vieux temple où les gens ne peuvent même pas sonner la cloche". 

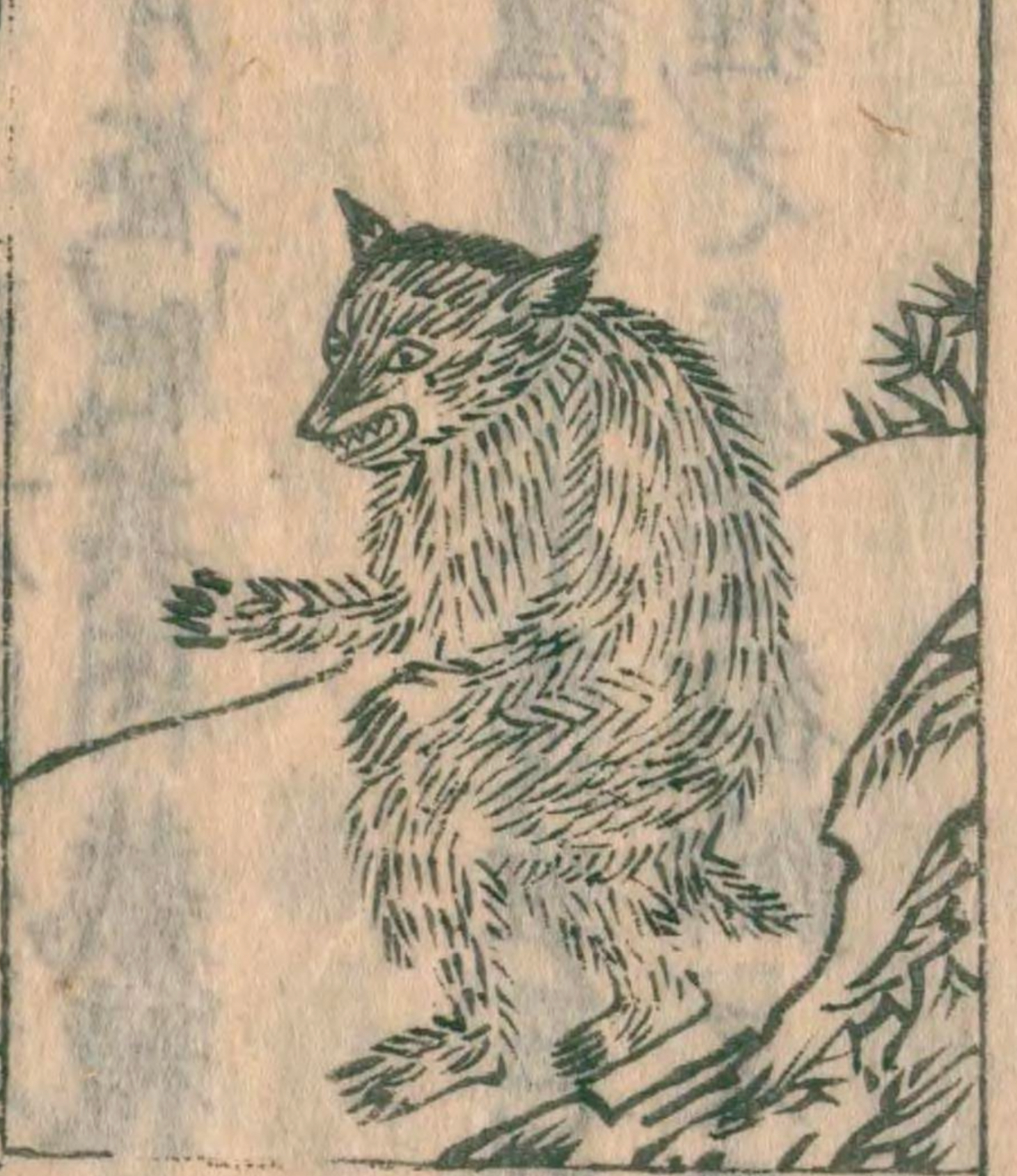
Illustration d’un dans le Wakan sansai zue, 1713.

L'utilisation de la peau du ventre de l'animal pour confectionner des tambours et des soufflets de forge ou encore battre l'or, était déjà quelque chose d'effectif à cette époque. Mais en règle générale, les récits de tanuki métamorphes resteront relativement inconnus dans la littérature japonaise, jusqu'à la période Edo où ils sont devenus connus dans tout le pays. Difficile de savoir d'où vient cette soudaine popularité, mais certains pensent que les représentations d'animaux et de yōkai auraient eu pour objectif de créer un contre-pouvoir constitué de productions locales contre l'influence des écoles bouddhistes orthodoxes qui se propageaient peu à peu sur tout l’archipel. D'autres auteurs pensent que cette proximité entre tanukis et moines bouddhistes serait due au fait que ces derniers, notamment les moines itinérants, avaient certaine tendance à venir mendier ou obtenir opportunément de la nourriture auprès des habitants des villages qu'ils côtoyaient. En échange de cela, ils pouvaient utiliser leurs connaissances religieuses pour enseigner et impressionner les gens lors de ces interactions, en racontant des récits de renards et de tanukis se transformant. Les récits de bake-danuki permettaient également de se moquer des élites politiques ou des prêcheurs religieux, mais également d'expliquer la présence d'individus au physique ne correspondant pas à la norme nationale à l'époque, comme les yamabushi ou encore les navigateurs occidentaux venu au Japon. Il était alors courant de penser que les bake-danuki pouvaient être en fait, des tanukis originaires du continent asiatique. Cette représentation si tardive du tanuki, par rapport à d'autres animaux comme le renard, peut s'expliquer par le fait que cet animal est surtout un élément culturel propre au Japon, ce qui fait qu'il apparait peu dans la littérature chinoise. Mais surtout, il s'agit d'un élément de la culture populaire, né de pratiques agricoles, et associé à des pratiques religieuses de bas rang, notamment des traditions ésotériques, comme des variantes du bouddhisme ou encore le shūgendo. Les auteurs de ces récits étaient généralement des personnes ayant peu accès à des moyens d'écriture démocratisés.

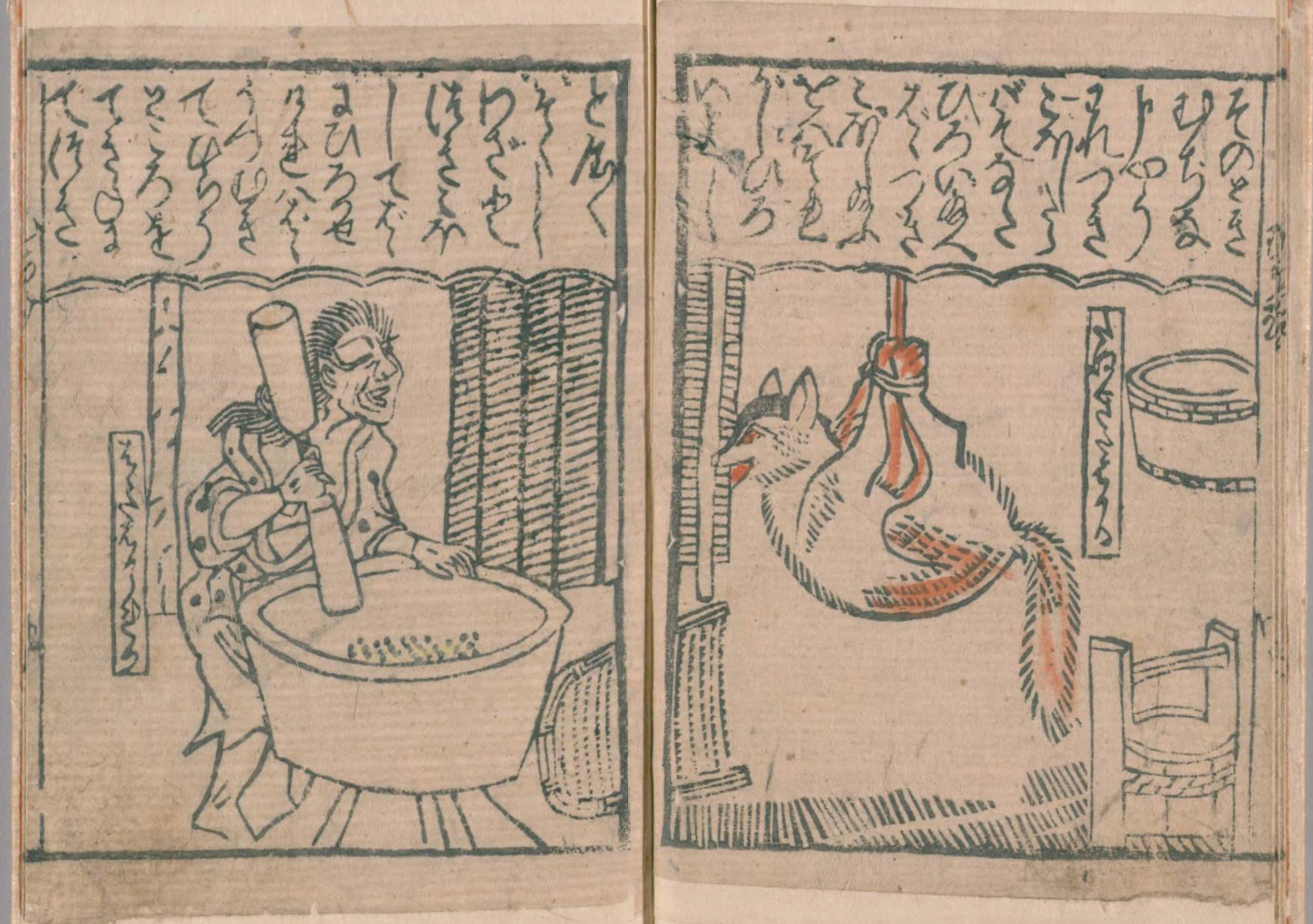
Illustration du récit « mudjina no katakiuchi » dans l'Akahon, 1661, période d’Édo.

La figure de l'animal a commencé à apparaître chez le grand public, seulement grâce au développement de l'économie monétaire et de la technique d'impression sur bois, ce qui a permis une plus grande facilité de création et de distribution de documents imprimés destinés aux classes populaires.
De grands centres urbains comme Osaka ou Edo, propices à l’émergence d’une littérature citadine populaire, verront l’apparition de nombreux ouvrages illustrés, comme des encyclopédies ou des albums jeunesse : L'Akakohon (赤小本 ; petit livre rouge) publié à Edo entre 1661 et 1681 ayant une histoire titrée sous le nom de mudjina no katakiuchi (むぢなのかたきうち, « la vengeance du mujina »), une histoire se voulant comme étant un ancêtre spirituel du célèbre conte kachi-kachi yama, racontant l’histoire d’un mujina se vengeant d’avoir été attrapé par un vieux couple de campagnards, en tuant la vieille dame et en la faisant manger à son mari,.
En opposition au renard qui est associé a la sphère religieuse et des élites, la figure du tanuki n'était alors pas vraiment un animal associé à la mythologie japonaise à l'échelle nationale . Il n'est alors sacralisé que dans certaines localités spécifiques. Mais cela n’a pas empêché quelques personnages d’histoires populaires, de faire l’objet d’un culte : dans les régions situées vers le centre de l’archipel japonais, notamment dans la région du kansai ou encore sur l’île de Shikoku, également appelée tanuki no kuni (狸の国, le pays des tanukis), de nombreux sanctuaires sont dédiés à des tanukis devenus des divinités. Au Japon, l’on compte trois tanukis plus fameux que les autres : Danzaburō, Shibaemon et Tasaburō.

### Lebake-danukià la fin de la période Édo
Avec l'homogénéisation progressive du Japon depuis l’ouverture à la civilisation, la langue nationale s'homogénéisant petit à petit, le bake-danuki dans sa forme actuelle se développera drastiquement durant le XIXe siècle et sera un composite d'histoires et de folklores locaux autour des chiens viverrins de différentes régions : de vieilles histoires comme kachi kachi yama et des phénomènes comme le tanuki bōzu (狸坊) ou le Tanuki-bayashi (狸囃子) sont devenus populaires et transmis un peu partout sur l'archipel : Par exemple, la légende du mujina transformé en un vieux moine vertueux, doté d’une bouilloire magique transmise dans les régions à l’Est du Japon sera associé aux contes traditionnels issus du centre du Japon dans lesquels des renards et des tanuki se transformaient en bouilloire, formant le concept de Bunbuku Chagama. La fin de la période Édo, verra l’apparition de nombreux autres histoires de tanuki, dont certains ont été déifiés et des sanctuaires ont été construits en leur nom, et font toujours l’objet d’un culte populaire actuellement.
Le terme tanuki ne désignera le chien viverrin pour l’ensemble de la population sur tout le territoire qu’à partir du milieu du XXe siècle, notamment à la suite d'une affaire juridique impliquant la confusions entre les termes tanuki et mujina. Aujourd'hui, le terme  "tanuki" désigne avant tout l'animal, les autres variantes telles que mujina mami ou encore mameda qui désignaient auparavant des entités réelles, désignent aujourd'hui des yōkai du folklore.
Au fil des éditions d’albums à destination de la jeunesse, de l’homogénéisation de la langue et de l’apparition des cultes associés, l’image du tanuki a fini par se lisser au fil du temps, en faisant un animal plus facétieux que dangereux, mais des témoignages faisaient encore état de l’animal comme une créature diabolique au début du XXe siècle.
Le tanuki et par extension le bake-danuki sont également devenus un symbole du combat des traditions, de la spiritualité des petits travailleurs des zones rurales, contre la modernité et la rationalité imposée par l’État et l’influence des grandes villes. Les récits du début du XXe siècle narrant entre autres des confrontations perdues d’avance entre des bake-danuki et des trains à vapeur, symbolisent la peur des citoyens japonais des zones rurales face aux changements sociétaux et techniques implacables amorcés depuis le début de l’ère Meiji, venant démolir toute forme de croyance irrationnelle et de magie transmises par le folklore local.

## Caractéristiques

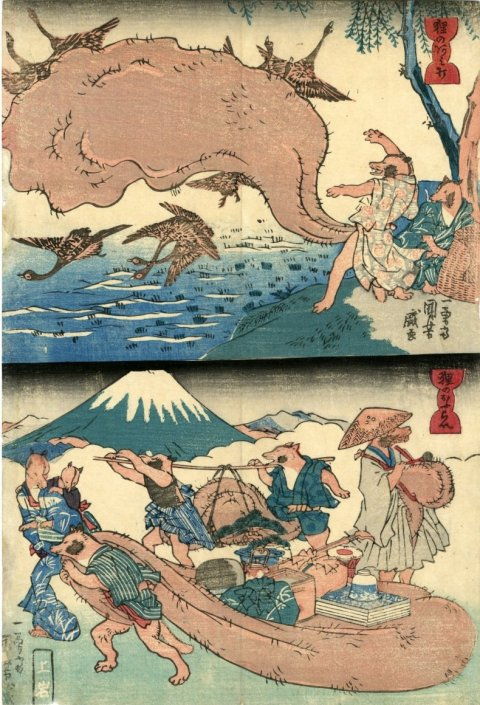
Deux ukiyo-e d’auteurs inconnus, édités par Kazusa-ya Iwazô : En haut :. En bas :

Dans les anciennes encyclopédies japonaises telles que le Wakan sansai zue, ainsi que certains récits tels que Awa Tanuki Gassen, il était généralement admis, qu'un tanuki ayant vécu un certain nombre d'années de vie, se transformait en bake-danuki, de la même manière que les renards et les chats, marquant une distinction très claire entre l'animal et le yōkai, d'où le synonyme de "vieux tanuki" pour désigner le bake-danuki.

### Caractéristiques physiques
En règle générale, il n’y a pas de différences physiques majeures entre les tanukis normaux et les bake-danuki. Toutefois, de par les différentes influences littéraires et artistiques, le chien viverrin se dote d'éléments reconnaissables dans l’imaginaire populaire développée entre autres durant la période Édo :
Dans l’iconographie traditionnelle, le bake-danuki se caractérise avant tout comme un tanuki se tenant sur ses deux pattes : selon les illustrations, il peut être représenté conservant des proportions animales mais possédant une intelligence ou une habilité humaine, ou bien carrément devenir un tanuki anthropomorphe, à l’instar de créatures cynocéphales.
Il est aussi caractérisé par un gros ventre rond et un scrotum développé, des attributs qu’il peut gonfler pour jouer des percussions, sous l'onomatopée « pom poko ». Ils peuvent jouer de leur ventre au beau milieu d'une nuit de pleine lune. Cette session de percussions nocturne à fait l’objet de récits aux alentours de Tokyo sous le nom de tanuki bayashi (狸囃子, « concerto de tanukis »). Certains récits plus anciens parlent également de tanukis hurlant à la lune comme les renards en Chine et les loups-garou en Europe, souvent signe de bon ou de mauvais présage. Ce ventre rond pourrait venir d'une observation de l'animal qui, à l'automne, fait des réserves de graisse pour l'hiver.
Le gros scrotum, est un élément récurrent dans la représentation fictive du tanukis depuis l’époque de Kamakura. Il ne serait pas dû à une spécificité anatomique propre à l’animal, mais surtout au fait que la peau du tanukis était utilisée pour la fabrication de soufflets pour la métallurgie ainsi que pour la fabrication d’instruments de percussion, ainsi qu'à la technique consistant à  envelopper le métal dans une peau de tanukis avant de le marteler pour l'aplatir, et au fait que le terme désignant les petites boules d'or (金の玉, kin no tama) ressemblait beaucoup au terme d'argot japonais kintama (キンタマ) pour désigner les testicules. Il existe également un dicton : tanuki no kintama hachijō jiiki (狸の金玉八畳敷き, « Les testicules du tanukis s’étirent sur huit tatamis »), cela permet d’exprimer que quelque chose s’est répandu sur une longue distance, a pris de l’ampleur.
Cette capacité d'agrandir le scrotum à volonté permet aux tanukis les plus vieux et expérimentés de se transformer en des éléments de grande taille, comme des bâtiments.
Dans la plupart des récits, le tanuki ne change pas de forme au fur et à mesure de son entraînement spirituel, à la manière des renards. Néanmoins, les tanukis s’étant le plus exercé à l’art de la métamorphose et à la spiritualité auprès d’un maître, peuvent prétendre à un titre spécial, habituellement accordé aux humains, que l’on appelle shō-ichi (正一位, « premier rang »).
Mais malgré leurs grands pouvoirs, ils se retrouvent souvent piégés ou dans des situations délicates à cause de leur insouciance. Pour se débarrasser des tanukis, les hommes utilisent des chiens qui peuvent facilement les démasquer et les tuer.

### Pouvoirs de métamorphose

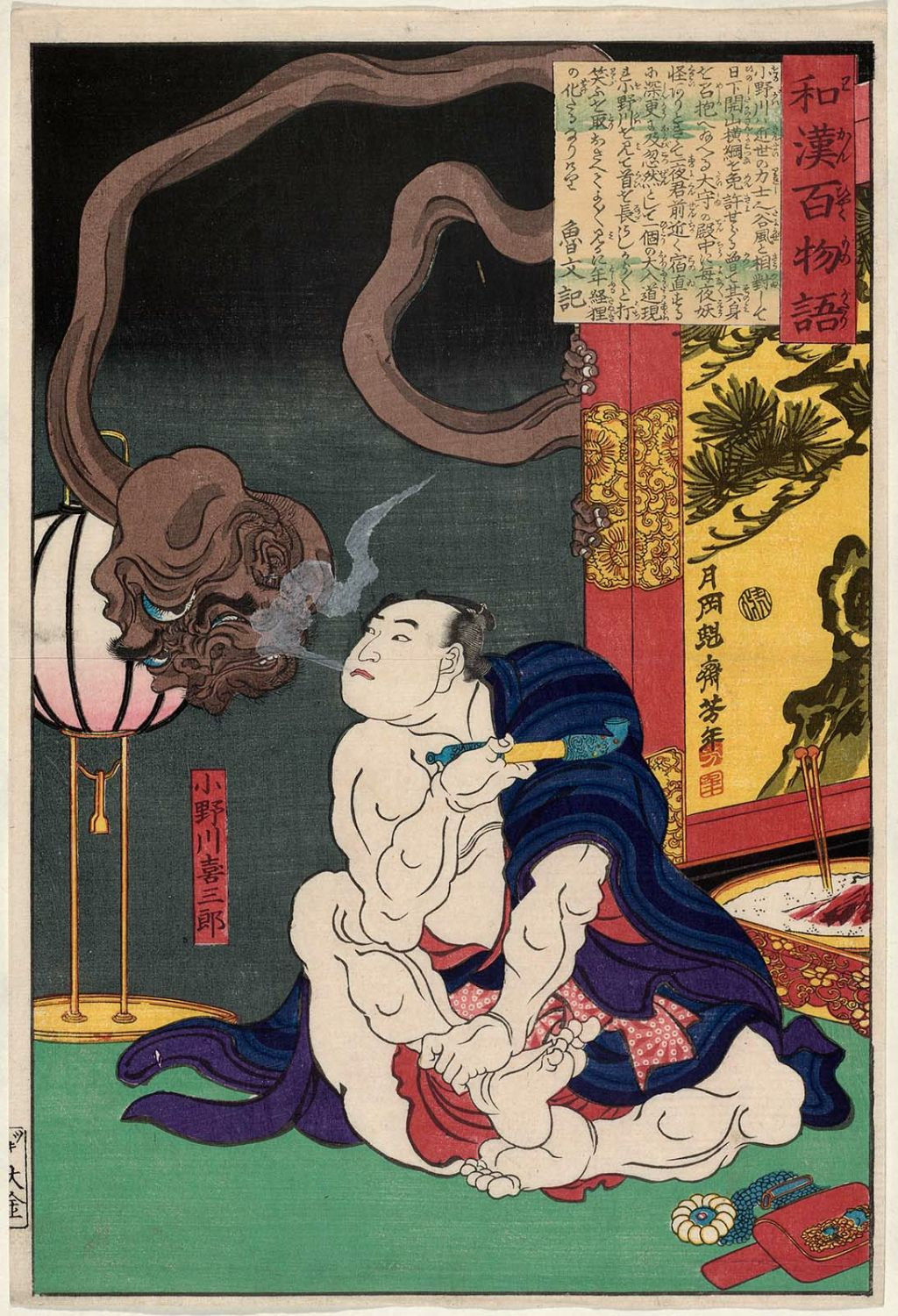
Le sumotori Onogawa Kisaburō soufflant de la fumée sur un rokurokubi qui était en fait un vieux tanuki transformé en maison. Illustré par Tsukioka Yoshitoshi en 1865 dans le Wakan hyakku monogatari.

Tout comme le renard, le tanuki est un animal métamorphe ou henge (変化) c’est-à-dire qu’il dispose de la capacité à changer de forme à volonté. Pour cela, il peut utiliser une feuille de lotus pour faciliter sa transformation :
Il peut se changer en humain, en d’autres animaux, mais aussi en toutes sorte d’éléments matériels comme des objets. Certains récits parlent de tanukis transformant de simples feuilles en billets de banque.
De par leur aspect pataud et leur personnalité insouciante, les tanukis sont souvent considérés comme moins puissants que les renards,, cependant, un dicton populaire dit : kitsune nanabake, tanuki hachibake (狐七化け、狸八化け) « le renard a sept déguisements, le tanuki en a huit ». Le tanuki serait, à ce titre, supérieur au renard dans l’art du déguisement. Cependant, là où le renard change de forme pour séduire les gens, le tanuki le fait généralement pour tromper les gens et se moquer d’eux. Il s'agit plus d'un animal facétieux qui cherche surtout à s’amuser en jouant des tours aux humains que d’un animal doté de mauvaises intentions. Mais des récits de tanukis transformés en femmes existent également, pour séduire les hommes, ou pour implorer leur pitié.
Tout comme les renards, les tanukis sont capables de créer des phénomènes pyrotechniques comme des feu-follets appelés tanuki-bi (狸火, « Feux du tanuki ») . Ils sont également capables de créer des illusions permettant de modifier l’apparence d’un lieu.

### Tanuki-tsuki: Possession par le tanuki
À l’instar du renard, le tanuki est également capable de manipuler l’esprit humain par une technique analogue au kitsune-tsuki, désigné sous le nom de tanuki-tsuki (狸憑き). Ce phénomène relativement ancien, d’origine animiste, était relativement répandu dans tout l’archipel japonais, notamment sur les îles de Shikoku, Sado et aux alentours de la ville d’Okayama. Ses manifestations incluent une faim excessive, un affaiblissement physique, des comportements étranges ou violents, ainsi que des maladies inexpliquées : Cela peut se présenter comme d’énormes sensations de faim, une libido exacerbée ou encore des imitations d’animaux que l’on pourraît associer à de la lycanthropie. Cette possession est souvent attribuée à des actes perçus comme offensants envers les tanuki, tels que la destruction de leur habitat. Diverses méthodes d'exorcisme existent, comme les prières ou les offrandes, et sont adaptées selon les régions. L'article relate des cas célèbres, comme une possession à Edo au XIXe siècle, où une femme exhiba des symptômes inexplicables attribués à un tanuki, ainsi qu'un incident à Asakusa, où des tanuki déplacés furent vénérés comme divinités pour apaiser leur colère.
Étant avant tout un objet de culture et de folklore populaire malgré la rationalisation de la population japonaise au cours du XXe siècle, les récits de tanukis dotés de pouvoirs de transformations se transmettent encore dans la culture populaire et les légendes urbaines. Les différentes caractéristiques précitées ne sont pas fixes et évoluent dans le temps.

## Mentions et représentations
Étant un animal relativement commun sur l’archipel japonais, le tanuki a fait l’objet d’un très grand nombre de mentions dans de nombreux domaines.

### Dénominations et confusions

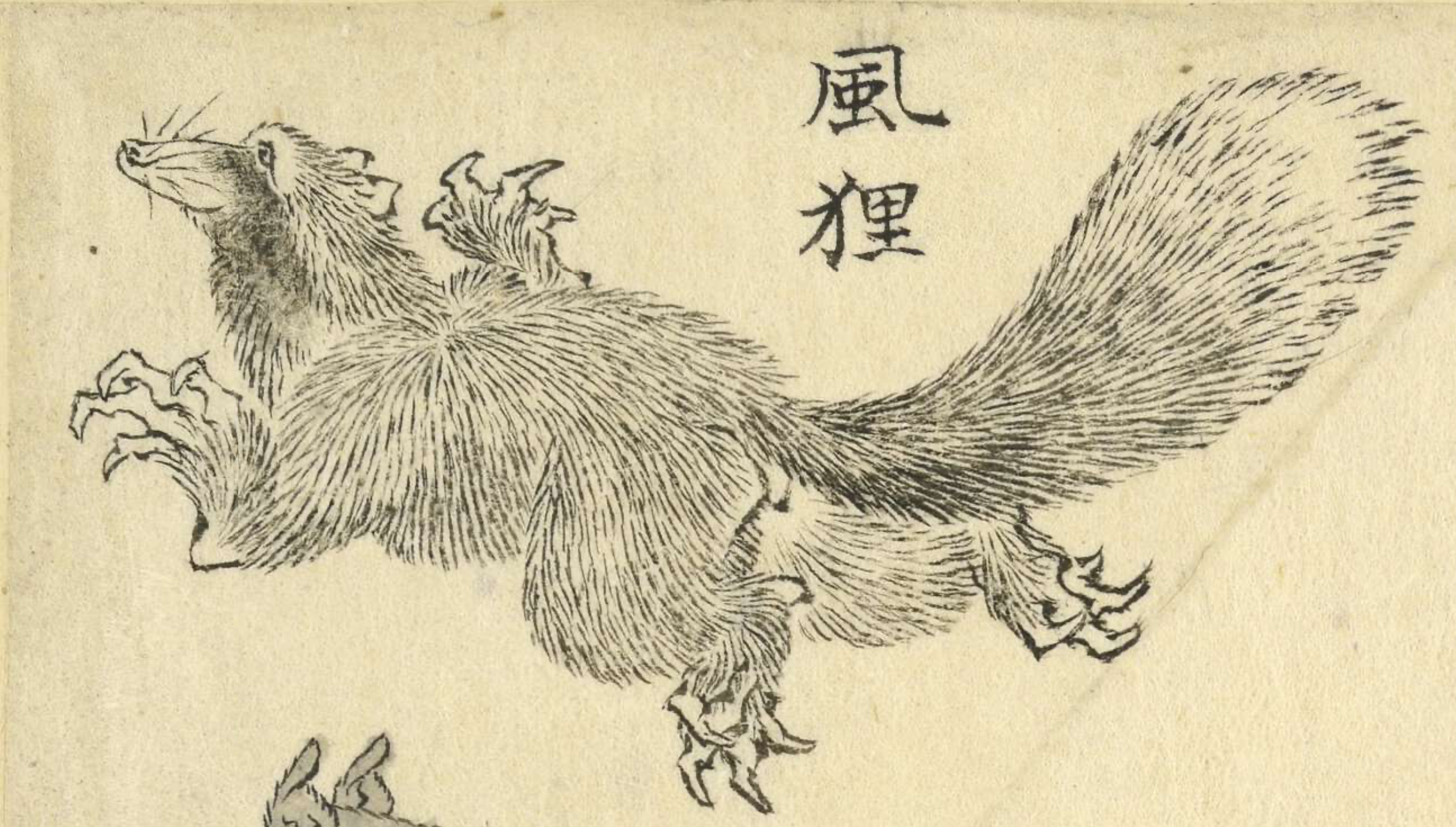
Un, sous la forme d’un chien viverrin volant, dans une édition du Wakan sansai zue de 1820, par Katsushika Hokusai.

Le caractère 狸 utilisé pour désigner le tanuki en japonais aujourd'hui, prononcé lí en mandarin moderne, était à l'origine un caractère servant à désigner des mammifères de taille moyenne en Chine : il pouvait désigner les chats léopard, certaines espèces de viverridés, mais aussi les renards, appelés dans certaines régions húli (狐狸) en premier lieu.
Lorsque ce caractère a été introduit au Japon, il ne pouvait, dans un premier temps être appliqué de manière appropriée à aucun animal. Les intellectuels japonais ont utilisé le caractère pour désigner des animaux vivant à proximité, notamment le cerf et le sanglier,. Ce qui peut expliquer l’origine du terme mameda (豆狸) pour désigner le chien viverrin dans les régions du kansai, l’animal étant lié à la culture de légumineuses dans cette région.
Au Japon, le chat et le tanuki semblaient être liés sémantiquement : Dans la littérature ancienne, l’on parlait alors de kari (家狸) ; « tanuki de maison ») pour parler du chat, et de yabyō (yabiau) (野猫, « chat des champs ») pour parler du tanuki, ce qui a fait suggérer à certains auteurs que le terme « tanuki » proviendrait du terme  taneko (田猫) (« chat des champs »), en opposition au « tanuki de maison ». Dans le Wakan sansai zue, il est dit que le chat a la corps du tanuki (狸) rapprochant alors les deux animaux.
Dans la littérature scientifique de l'époque Édo, le statut du terme tanuki (狸, ri) n’était pas encore totalement défini : Par exemple, dans des encyclopédies japonaises comme le Wakan sansai zue, les naturalistes japonais parlaient également du tanuki (狸, ri) comme d'un genre animal spécifique avec plusieurs espèces dotées de particularités : Comme le byōri (biauri) (猫狸, « tanuki-chat »), le kori (虎狸, « tanuki-tigre »), d’un kairi (海狸, « tanuki de mer ») avec une queue de poisson, au début du XIXe siècle, le naturaliste Ono Ranzan parle même dans ses écrits d’un sarudetanuki (猿手狸 ; « tanuki à mains de singe »). Beaucoup de ces noms et caractères sont en fait associés à des animaux qui n'existaient pas au Japon comme différentes espèces de viverridés, le nekotanuki pourrait correspondre au chat léopard en traduction du caractère 狸 en Chine à la même période, ou encore le kusetsudanuki (九節狸, « Tanuki à neuf segments »)  correspond au zibeth (Viverra zibetha). Certaines de ces espèces comme le kazetanuki (風狸, « tanuki du vent »), sont aujourd’hui considérés comme des créatures fantastiques.

#### Tanuki,MujinaetMami

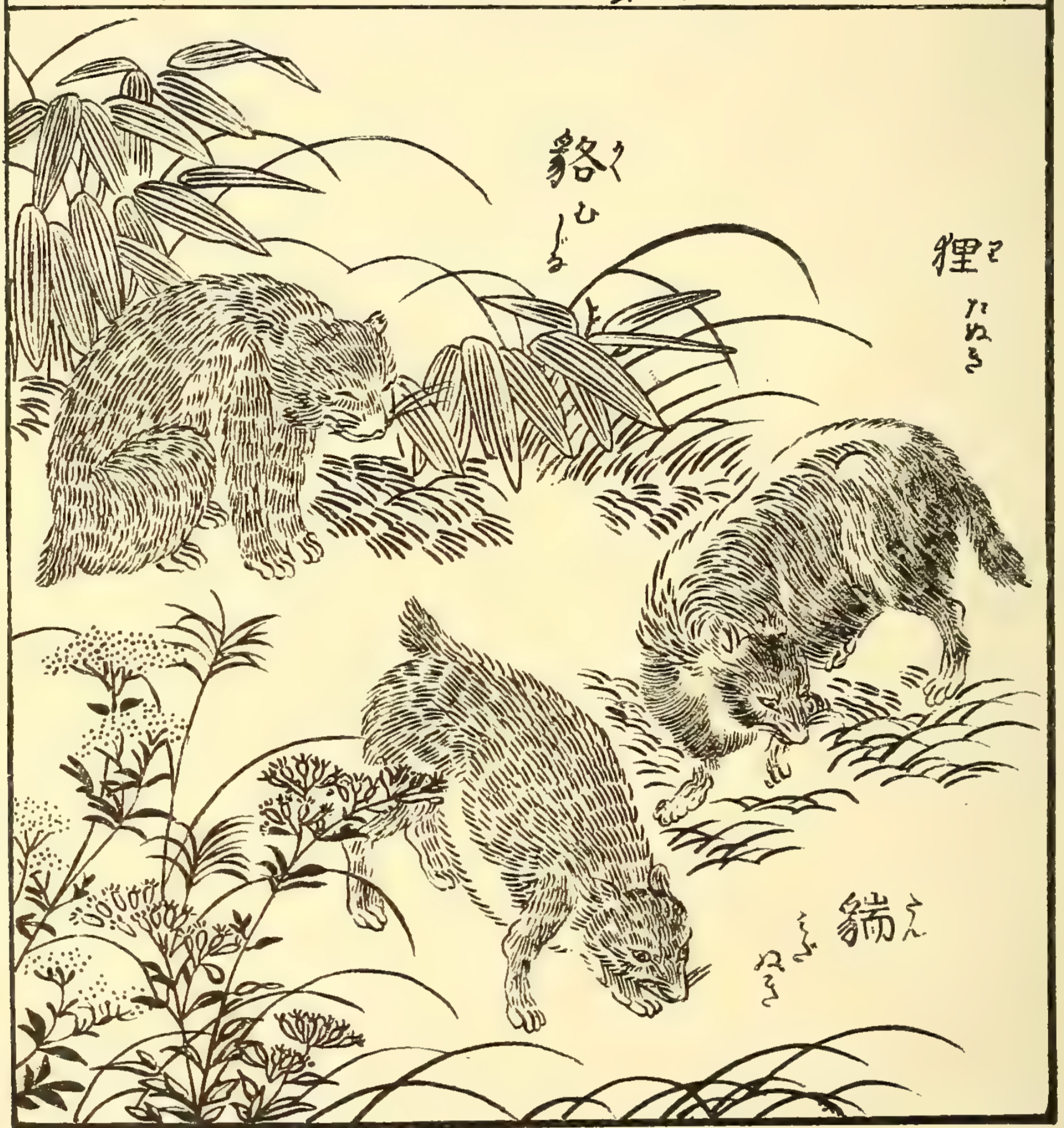
Illustration d’un, à droite, d’un à gauche et d’un en bas, dans une édition du kinmō-zui.

Lorsque les premiers récits relatifs au tanuki ont été traduit en occident, ces textes traduisaient souvent le terme « tanuki » par « blaireau » : la plupart des encyclopédies japonaises publiées lors de la période Edo, inspirées de l’Encyclopédie de pharmacopée chinoise, le Bencao Gangmu, dissocient le tanuki (狸), le mujina (狢) et le mami (ou mi-danuki) (猯), comme trois créatures distinctes, et non pas comme des dénominations régionales d’un même animal. Si en Chine, on sait que le caractère 狸 référait au chat-léopard, que le caractère 狢 référait au chien viverrin et le caractère 猯 référait à un synonyme pour désigner le balisaur (Arctonyx), n’y a pas de consensus exact pour définir clairement à quels animaux les caractères et termes japonais mujina et mami font référence dans ce contexte, mais il semblerait que, le terme mujina référait plus généralement au chien viverrin, le terme mami désigne plus généralement le blaireau japonais  et que seul les animaux dotés de pouvoirs surnaturels de métamorphose et d’illusions étaient associés au chien viverrin.
Ces terminologies ne désignaient pas une réalité palpable au Japon, c’est pourquoi les noms tanuki (狸), le mujina (狢) et le mami (猯) et leurs variantes, étaient fortement confondus entre eux : le folkloriste Kunio Yanagita indique, que les trois noms ayant été intégrés de force dans la littérature japonaise par l’intermédiaire des encyclopédies sino-japonaises, les dialectes des différentes régions ont du composer avec : le chien viverrin, animal le plus commun sur l’archipel était désigné sous le nom de mujina dans l’Est du Japon, tanuki dans les régions du centre du Japon et mami dans les régions les plus à l’ouest du Japon. Les deux autres termes les moins utilisés servaient à désigner soit le blaireau japonais, soit un bake-danuki local. Ainsi, dans certaines régions du centre du Japon aux alentours de la région de chūgoku, le caractère 猯 pouvait être utilisé pour désigner le Mamedanuki, alors que dans certaines région de l’Est du Japon, il désignait le blaireau. le terme mujina désignait le canidé dans l’Est du Japon, mais dans la région du chubū il pouvait désigner le blaireau ou un chien viverrin ayant atteint un certain âge.
Certains auteurs affirment également que dans le quartier d’Azabu, les noms mujina et mami référaient respectivement à un chien viverrin mâle et à une femelle, et le nom des lieux appelés mamiana (狸穴) situés dans différents endroits de la ville de Tokyo, le terme mami est écrit avec le caractère 狸 qui se lit normalement "tanuki".

### Dans la religion et les croyances populaires

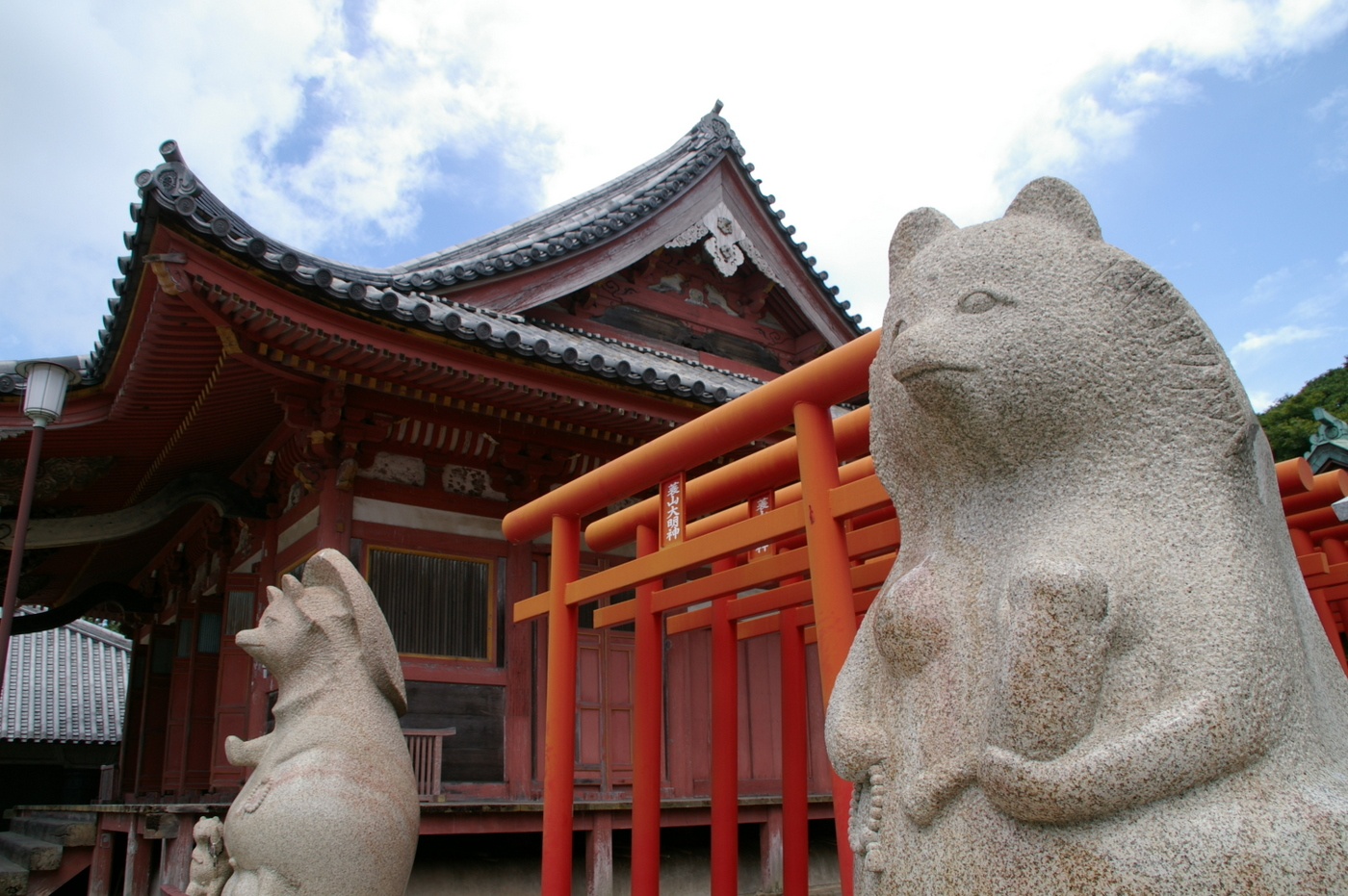
Statues de Tasaburō, à gauche et de sa femme, à droite, au temple de Yashima.

Contrairement au renard, la place du tanuki n’est pas très importante dans la mythologie japonaise, où il ne joue qu’un rôle de divinité mineur. Dans la Chine ancienne, plus particulièrement sous la dynastie des Zhou, le chien viverrin, désigné avec le caractère 貉, jouait le rôle d’un guide spirituel pour la chasse aux animaux fouisseurs comme le blaireau, en l’échange d’un sacrifice. L’on retrouve cette mention de sacrifice chez le mujina (狢) dans la littérature Japonaise.
Durant des temps anciens, mais non précisés, les tanukis, tout comme les renards, avaient pour symbolique première l'arrivée de la belle saison et notamment des récoltes, le nom « tanuki » même se rapprochant étrangement du nom de la divinité des champs (田の神, ta-no-kami) le nom que prenait la divinité de la montagne (山の神, yama-no kami) lorsqu'elle descendait de son sommet dès l'arrivée du printemps. Ces animaux étaient considérés comme des apparitions relatives à la belle saison et non des entités réelles, suggérant alors que l’origine des étymologies attribuées au tanuki pourrait être tanoke (田之怪)||(« l’apparition des champs »). Tout comme le renard a une certaine préférence pour le tofu frit, le tanuki a une préférence particulière pour les haricots rouges (豆, mame) . À ce titre, le terme 豆狸 (mamedanuki) au-delà de désigner simplement le « tanuki-haricot » en tant que bake-danuki d’une taille minuscule, désigne plutôt « le chat / l’animal qui aime les haricots », l’animal devient alors une figure récurrente des agriculteurs qui ont l’habitude de le voir à proximité des terres cultivés.
Certains folkloristes pensaient par ailleurs, que les renards blancs d'Inari n'étaient pas des renards, mais des tanukis albinos ou atteints de leucisme, comme il en existe encore aujourd'hui à l'état sauvage au Japon.
À l’instar des esprits-renards, le bake-danuki en tant que tel, sera surtout associé au bouddhisme ésotérique, et plus particulièrement le shugendō. Le syncrétisme étant une chose courante au Japon, la figure du bake-danuki sera régulièrement associée à celle d’une divinité tutélaire, mélangent rituels Shintō et influence bouddhiste. De nombreux personnages issus d’histoires populaires ont été déifié et font l’objet d’un culte dans d'autres régions :
Sur l’île d’Awaji, au sanctuaire Sumoto-Hachiman dans la ville de Sumoto, le personnage de Shibaemon, déifié sous le nom de Shibaemon-daimyōjin, est une divinité en charge de la protection des artistes et des acteurs, notamment de théâtre. Au temple Yashima, situé dans la ville de Takamatsu sur l’île de Shikoku, le personnage de Tasaburō, consacré sous le nom de Minoyama-daimyōjin, associé à la déesse Kannon bosatsu, est une divinité associée à l’harmonie conjugale, familiale et au mariage. Dans différentes localités situées dans la préfecture d’Okayama, Kyūmo, un tanuki venu de l’étranger, vénéré sous le nom de Mahō-Sama, associé à Marishiten voire comme étant une de ses incarnation, est une divinité protectrice du bétail et des chevaux. Sur l’île de Sado Danzanburō, désigné sous le nom de Futatsuiwa-daimyōjin, est une divinité synonymes de chance, de bonne fortune et de prospérité commerciale. Dans la préfecture de Tokushima, Kinchō et son maître Rokuemon font également l’objet d’un culte, plus particulièrement le premier possédant son propre sanctuaire au pied du mont Nichigasan, où il joue le rôle sommaire de gardien et protecteur des voyageurs.
La majorité de ces sites, encore visibles aujourd’hui, ont été aménagés entre la fin de l’époque d’Edo et le début de l’ère Shōwa. Certains tanukis, considérés comme dotés de pouvoirs miraculeux, sont devenus très populaires parmi la population, à tel point qu’ils ont été assimilés à des ryūkōshin (流行神, des divinités associés aux tendances populaires).

### Dans le folklore populaire

#### Récits populaires
La littérature japonaise regorge d’une multitude de récits et de légendes autour des tanukis, mais il en existe trois plus importantes que les autres qui ont forgé l’image de l’animal dans la culture populaire :
- Kachi-kachi Yama (カチカチ山 (anciennement 勝々山)?, « La montagne qui craque » ou « la montagne de la victoire ») : l’histoire d’un vieux couple aux prises avec un tanuki (anciennement mujina) semant le trouble dans le potager, avent de tuer la vieille femme et la donner sous forme de soupe à son mari. Un lièvre (Ou un lapin) (兎, usagi?), venant au secours du vieil homme, utilise différent stratagèmes pour  infliger une sévère punition au vil animal.
- Bunbuku chagama (分福茶釜, « La bouilloire du bonheur »?) : ce récit issu d'une légende locale du temple Morin-ji, à Tatebayashi, dans la préfecture de Gunma dans l'Est du Japon, parle d'un moine du nom de Shukaku, qui serait un bake-mujina(bake-danuki) venu de Chine, possédant une bouilloire magique pouvant faire couler continuellement de l'eau. Cette légende locale fut associée à un comté de fée transmis dans le centre du Japon, raconte l’histoire d’un tanuki transformé en bouilloire dans un temple bouddhiste. Vendue par le moine Shukaku, qui fit la fortune d’un rétameur auprès de la cour du prince[31]. Une autre version parle d'une femelle tanuki transformée en petite fille, battue, puis sauvée par un marchand. Pour le remercier, le tanuki se transforme en théière que le vendeur a pu vendre très cher ;
- Shojoji no tanuki bayashi (清浄寺の狸囃子?, « Concerto de tanuki au temple shojoji »), inspiré du tanuki-bayashi, raconte l’histoire d’un moine du temple shojoji (清浄寺?) déjouant les tours de magie des tanukis voulant lui faire des farces, les deux tanukis principaux étant un mâle appelé ponta et une femelle appelée poko[32]. ;
- l’histoire d’Inugami Gyōbu (隠神刑部?) ou Gyōbu-danuki (刑部狸?) parle d’un bake-danuki réputé pour sa puissance divine, chef d’une famille de 808 tanukis vivant dans une grotte à Kumayama et protégeant le château de Masuyama sur l’île de Shikoku. Il s’agit d’une interprétation folklorique du récit de la révolte de l’O-ie sōdō, dans laquelle Inugami Gyōbu prit parti pour les rebelles. Le guerrier féodal Inō Budayū le punit avec une pique divine reçue du kami Usa Hachiman Dai-bosatsu. Inugami et sa famille furent scellés à jamais dans leur grotte[33].
- Awa tanuki gassen (阿波狸合戦?, « la grande guerre des tanukis de Awa ») raconte l’histoire d’un bake-danuki du nom de Kinchō, défiant son ancien maître Rokuemon car ce dernier refusait qu’il prenne la main de sa fille, il s'ensuivit une guerre entre deux grandes factions de tanukis mené par chacun des deux antagonistes. Ce récit aura été une source d’inspiration pour de nombreux récits guerriers : ''Guntaitanuki'' (軍隊狸, « les tanukis de l’armée ») (jp), qui serait un ensemble de légendes urbaines dans lequel des bake-danuki , dont Tasaburō[34], auraient rejoint l’armée japonaise durant la guerre russo-japonaise de 1905. Ils encourageaient les troupes alliées au combat et trompaient les troupes ennemies grâce à leurs pouvoirs de métamorphose et d’illusions, jouant un rôle décisif permettant la victoire de l’armée japonaise contre les Russes[35],[36].

#### Différents archétypes debake-danukirécurrents dans le folklore
Le mamedanuki (豆狸)
Ce bake-danuki parfois caractérisé par une taille minuscule, faisait des farces aux humains et leur volant du saké durant les jours de pluie. Parfois surmonté d’un énorme scrotum qu’il peut étendre sur huit-tatamis, s’agit de l'espèce de bake-danuki la plus emblématique. Celle-ci ayant influencé en grande partie l'imaginaire populaire autour de l'animal dans le folklore, notamment les céramiques de Shigaraki.
Le tanuki-bōzu (狸坊主)

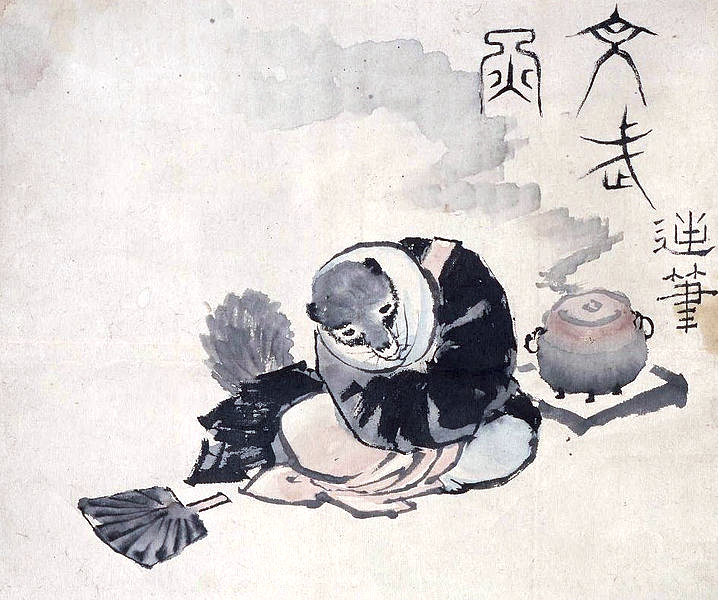
Le moine Shukaku sous sa forme de tanuki-bōzu, dans le récit bunbuku chagama, par Hokusai.

Du fait que les récits de tanukis soient apparu dans l’objectif de parodier les prêcheurs de la religion bouddhiste, les récits bake-danuki possède de nombreux récits dans tout le Japon. La plupart de ces moines sont décrits comme des hommes riches et biens nourris, souvent accusés de détourner les dons a des fins personnelles. La figure du tanuki est également une satire sociale autour des moines bouddhistes, certains groupes de personnes les considéraient comme des charlatans prompts à piéger les plus crédules, notamment les femmes. Un texte paru dans le Shinchomonshū Ryakki (新著聞集畧記) paru aux alentours du XVIIIe siècle, relate l’histoire d’un tanuki (appelé mujina dans cette région), qui aurait pris l’apparence d’un vieux moine pour s’accaparer de grosses sommes d’argent issu de dons avant d’être démasqué et tué par un chien et découvert par deux travailleurs. L’argent récupéré par un des moines du temple, leur fut donné, mais cet argent était maudit et l’un des deux travailleur fut pris de folie et périt avec sa famille. Dans d’autres récits, il ne s’agit juste que d’un moine malicieux jouant des tours aux croyants, comme le Kozō-tanuki (小僧狸, « jeune prêtre tanuki ») qui s’amusait à faire des croches-pieds aux passants, ces derniers se mettant en colères tentant de le tuer en le tranchant, fire à la place, apparaître plein de petits tanukis qui se dispersaient dans la nuit. Mais nombre d’entre eux, n’étaient pas mu de mauvaises intentions, comme le Sōko-tanuki (宗固狸, « tanuki religieux ») de Gugyō-ji à Iinuma, préfecture d’Ibaraki. Ce dernier au cours d’une sieste, révéla malencontreusement sa forme animale. Mais comme il s’agissait d’un honnête homme qui servait le temple depuis de nombreuses années, il fit épargné, choyé, et fut enterré comme un humain à sa mort Le tanuki-bozū était tellement récurrent dans la littérature que certaines variantes de récits populaire de tanuki intégrait un tanuki bōzu. Dans certaines versions du récit Bunbuku chagama, il est dit que le moine Shukaku en était un. Ils étaient de ce fait très comparables aux associations entre les blaireaux et le clergé en Europe, d’où les traductions de tanuki par blaireau dans un premier temps. Le terme bōzu (坊主) ayant aussi le sens de « crâne rasé », pouvait aussi amener à l’apparition d’autres récits de tanuki-bōzu, qui n'ont rien à voir avec la religion ou quelconque moine bouddhiste. À Handa, dans le district de Mima, préfecture de Tokushima (maintenant Tsurugi). Il existait un pont appelé « bōzu-hashi » (坊主橋, « Pont des chauves ») qui rasait le crâne des gens qui le traversaient. Certains pensaient alors que ces exactions étaient perpétuées par un bake-danuki, le bōzu-tanuki (坊主狸,  « tanuki chauve »), qui hantait le pont.
Les tanukis suspendus
Une autre catégorie de récits parlent de tanukis suspendus à différents endroits. Ils sont généralement facétieux et inoffensifs. comme ce tanuki de la ville d'Ōmachi, dans le district de Kitaazumi, préfecture de Nagano, qui a suspandu des sacs à un grand arbre pour attirer l’attention des passants. Cependant, d’autres récits comme celui de Yutani, Hashikura, district de Miyoshi, préfecture de Tokushima (aujourd'hui Miyoshi) parlent de tanukis connus sous le nom de Kubitsuri-tanuki(首吊り狸) attirant les gens avant de les pendre par le cou.
Les tanukis sur le dos
Les récits de bake-danuki sont aussi des procédés métaphoriques pour exprimer la fatigue d’une tâche, relativement comparables à ceux d’autres créatures comme le tac dans les récits folklorique du Poitou en France :  Dans ceci, les tanukis souhaitent être portés sur le dos des humains. pour ce faire ils se transforment en différents objets ou êtres vivants et utilisent diverses moyens de persuasion. Dans le district de minamikawachi dans la préfecture d’Osaka, le tanuki Owarezaka (負われ坂, « Porte-moi sur la colline ») interpelle les humains passant par une certaine colline durant la nuit, en disant « me porteriez-vous sur votre dos ? » (oware yoka)" et quand on lui répondit "devrais-je le supporter, (おうたろか, outaro ka), " une énorme bûche de pin tomba sur son dos. Lorsqu'il rentra chez lui pour la couper, le vieux tanuki révéla sa vraie forme avant de présenter ses excuses. Un récit du village de Horie, district d'Itano, préfecture de Tokyo (aujourd'hui Naruto) Akadenchū (赤殿中, « Gillet rouge »), raconte l’histoire d’un bake-danuki qui se transforme en petit enfant portent un denchû rouge, suppliant les gens qu’il rencontre a les porter sur leur dos. Si la sensation de le porter était agréable, il aurait tendance à frapper le dos des personnes qui le porte.
Un autre conte parle d'un tanuki tentant de duper un chasseur en transformant ses bras en branches d'arbres, jusqu'au moment où l'homme reste accroché et tombe au sol. Un troisième raconte les mésaventures d'un renard et d'un tanuki utilisant stratagèmes et transformations pour obtenir de la nourriture des humains.

## Lebake-danukidans le domaine artistique
Au cours de la période Édo, plus particulièrement vers la fin du XVIIIe siècle, l’image de tanukis dotés de pouvoirs magique issus des comtes populaires, apparaissent sous de nombreux médiums : D’abord dans le milieu du théâtre populaire, notamment le kyōgen, dont les éléments caractéristiques sont les masques, souvent confondus avec ceux des renards. Une pièce notable, mais relativement récente, Tanuki no Hara Tsuzumi (狸の腹鼓, « la percussion abdominale du tanuki »), raconte l’histoire d’une femelle tanuki poursuivie par un chasseur, se transformant en nonne bouddhiste, lui suppliant de l’épargner sans quoi il irait souffrirait en enfer. Mais le tanuki apparaît surtout dans le milieu de l’illustration, avec l’apparition  d’ouvrages illustrés, souvent à destination de la jeunesse, désignés sous le nom de E-hon (絵本, « livres d’images »), avec notamment comme figure notable Toriyama Sekien, un illustrateur ayant dessiné de nombreux yōkai du folklore populaire. Ces illustrations comprennent notamment les ukiyo-e, qui gagneront en popularité au cours du XIXe siècle, avec des Illustrateurs emblématique comme le fameux Katsushika Hokusai, mais surtout Utagawa Kuniyoshi, qui dessinées les illustrations de tanukis les plus célèbres dans la culture populaire.

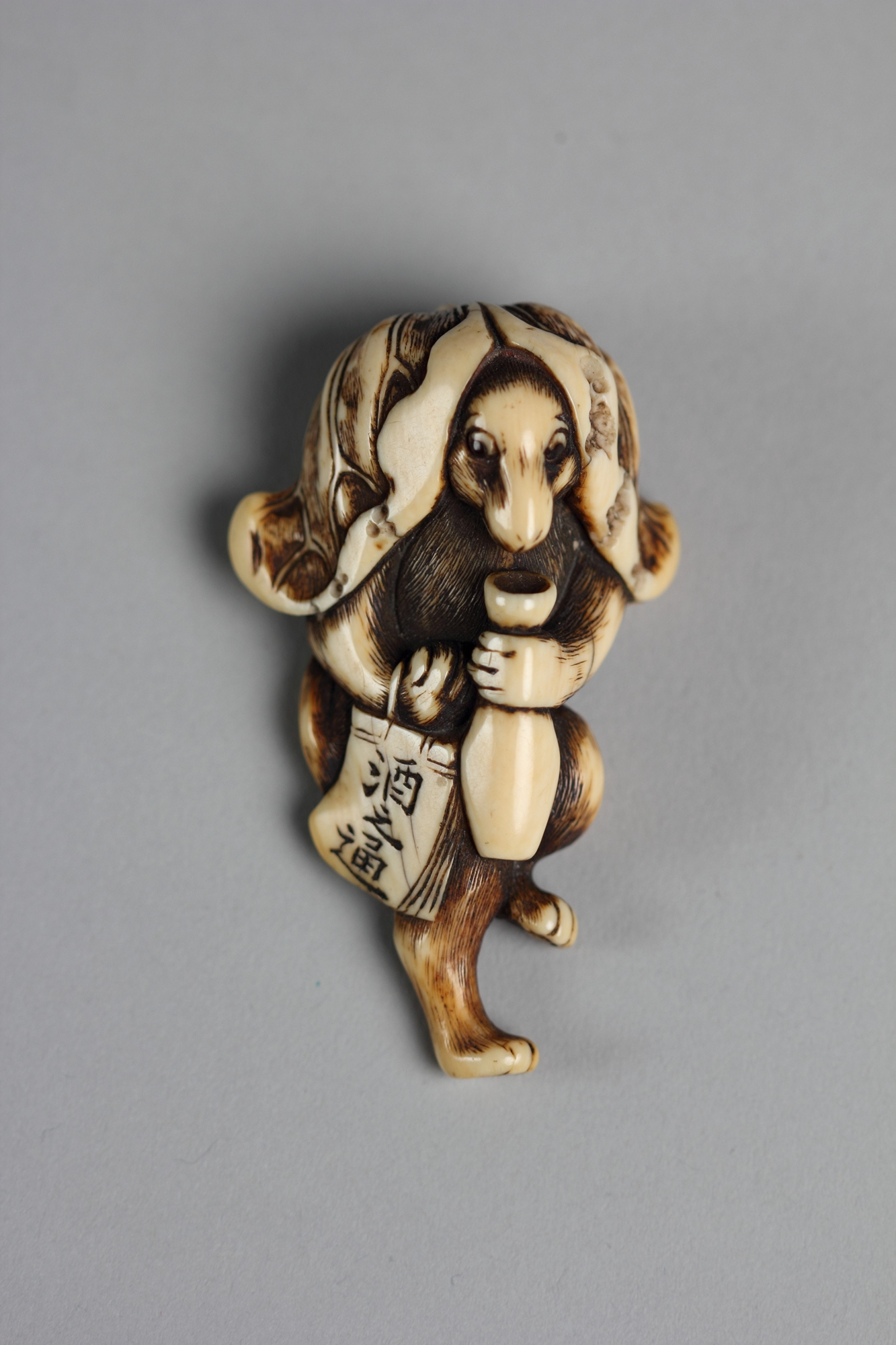
Mamedanuki sous la forme d’un Netsuke en Ivoire, seconde partie du XVIIIe siècle, par l’artiste Ganraku.
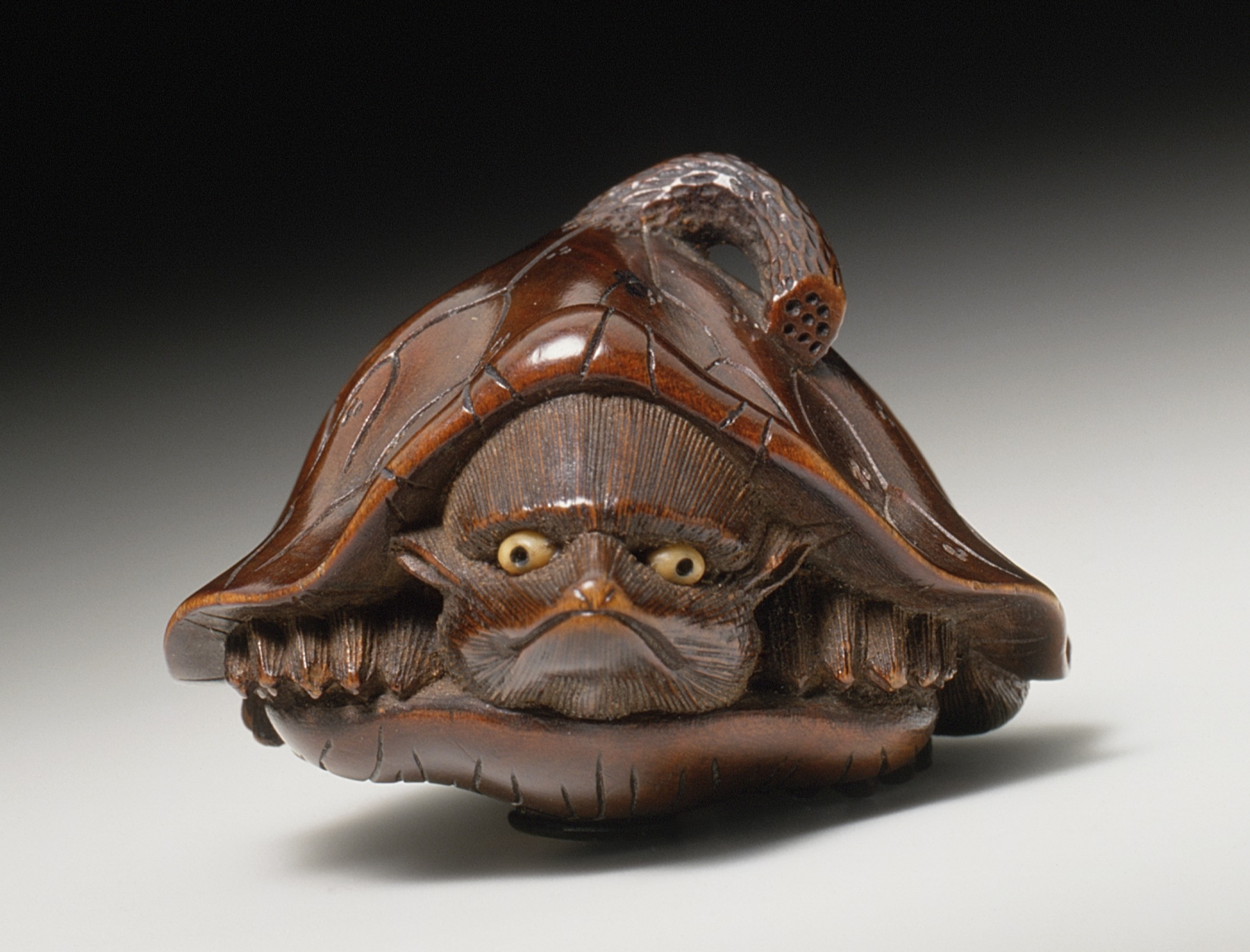
Netsuke représentant un tanuki sous une large feuille de lotus, début du XIXe siècle.
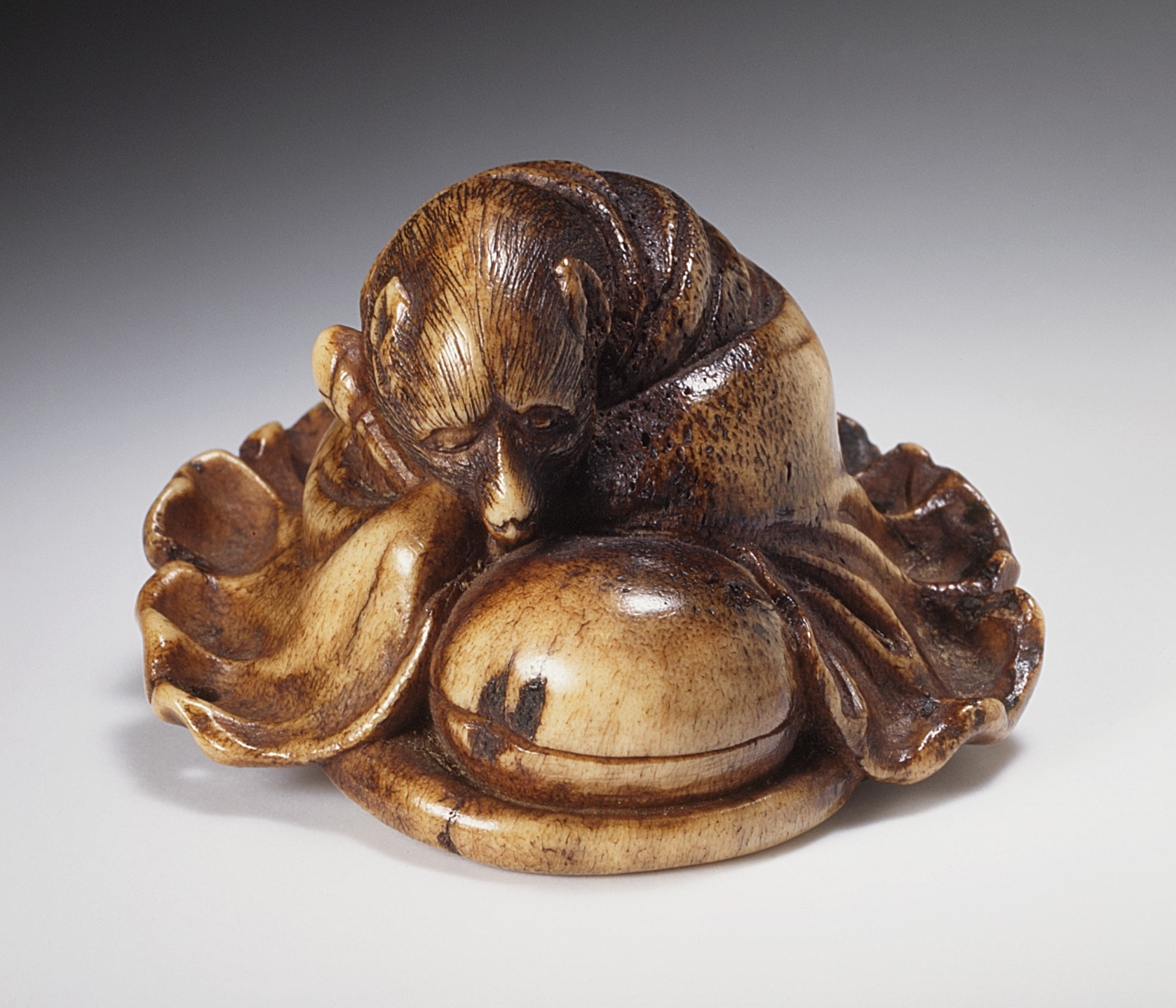
Netsuke représentant un tanuki-bōzu, probablement le moine Shukaku de la légende Bunbuku Chagama, deuxième moitié du XIXe siècle.
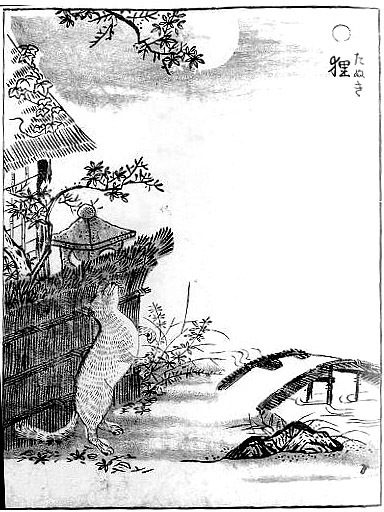
Un tanuki regardant la lune, Toriyama Sekien, Gazu hyakki yagyō, 1776.
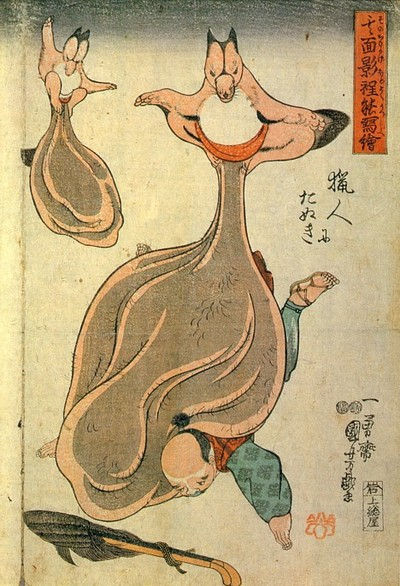
Ukiyo-e représentant des tanukis utilisant leur scrotum pour attaquer les humains, Utagawa Kuniyoshi, 1842.
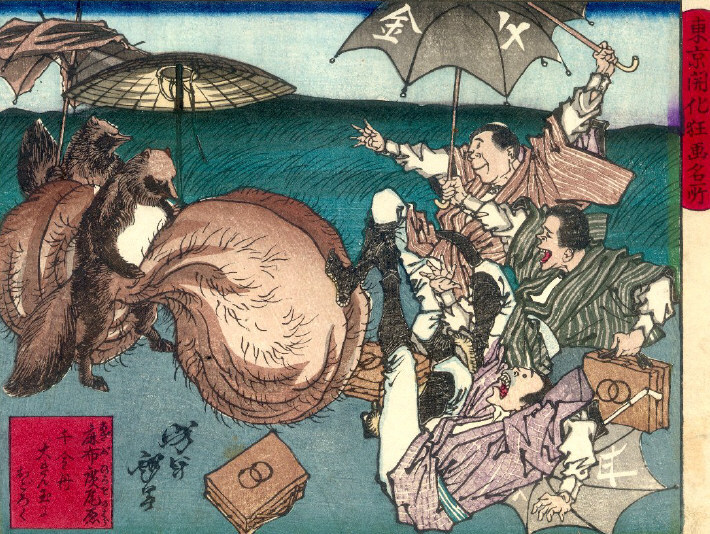
Humains, surpris par l’énorme scrotum des tanukis, par Tsukioka Yoshitoshi, 1892.
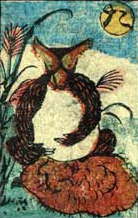
Une obake-karuta représentant un tanuki, fin du XIXe siècle.
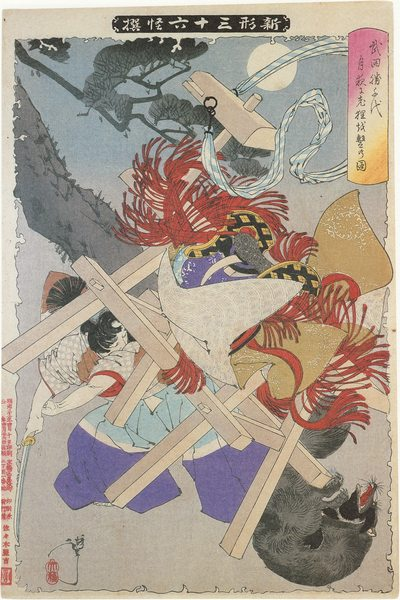
Ukiyo-e montant le daimyō Takeda Shingen éjectant un vieux tanuki dans le Shinkei-sanjūroku-kaisen (新形三十六怪撰 ; sélection de trente-six monstres »).

### Représentations du tanuki sur les céramiques
Une image populaire plus récente du tanuki, remontant à la fin de la période Meiji, se serait développée avec les céramistes de Shigaraki réalisant des représentations de tanukis sous la forme de statues de terre cuite, reprenant les éléments présents dans le folklore, plus particulièrement du mamedanuki. Ces porte-bonheurs sont présents dans tout le Japon : chacun des huit élément présent sur ces statues a une signification particulière :
Le chapeau de paille, symbolise la protection contre les catastrophes. Les grands yeux symbolisent la prudence et la prise de décisions raisonnées. Le sourire symbolise l’amabilité et la gentillesse. La gourde de saké symbolise la vertu et la gratitude. Le livret symbolise la confiance en soi et aux autres. Le gros ventre symbolise le calme et l’audace. Le scrotum symbolise la chance et l’argent. Et la grande queue, parfois interprétée par la bipédie de l’animal, symbolise la stabilité,.Certains éléments issus de ces céramiques comme le chapeau de paille, sont des inventions récentes, et leurs huit bienfaits sont avant tout des inventions commerciales entretenues par les entreprises de commercialisation de céramiques. Les éléments présents sur les céramiques sont parfois utilisées pour caractériser le bake-danuki.

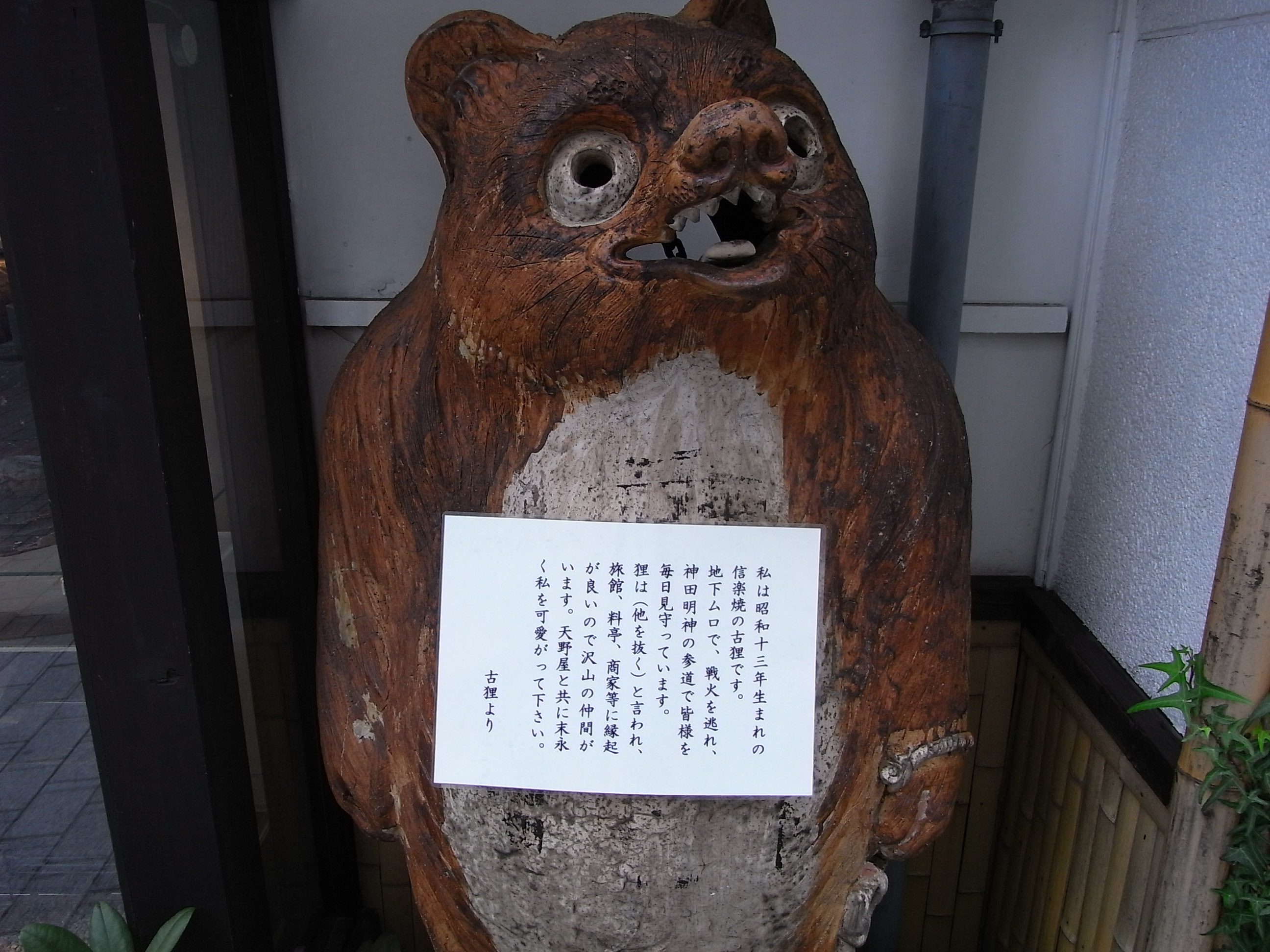
Une vieille statue de tanuki en céramique de Shigaraki dans le style sake-kai.
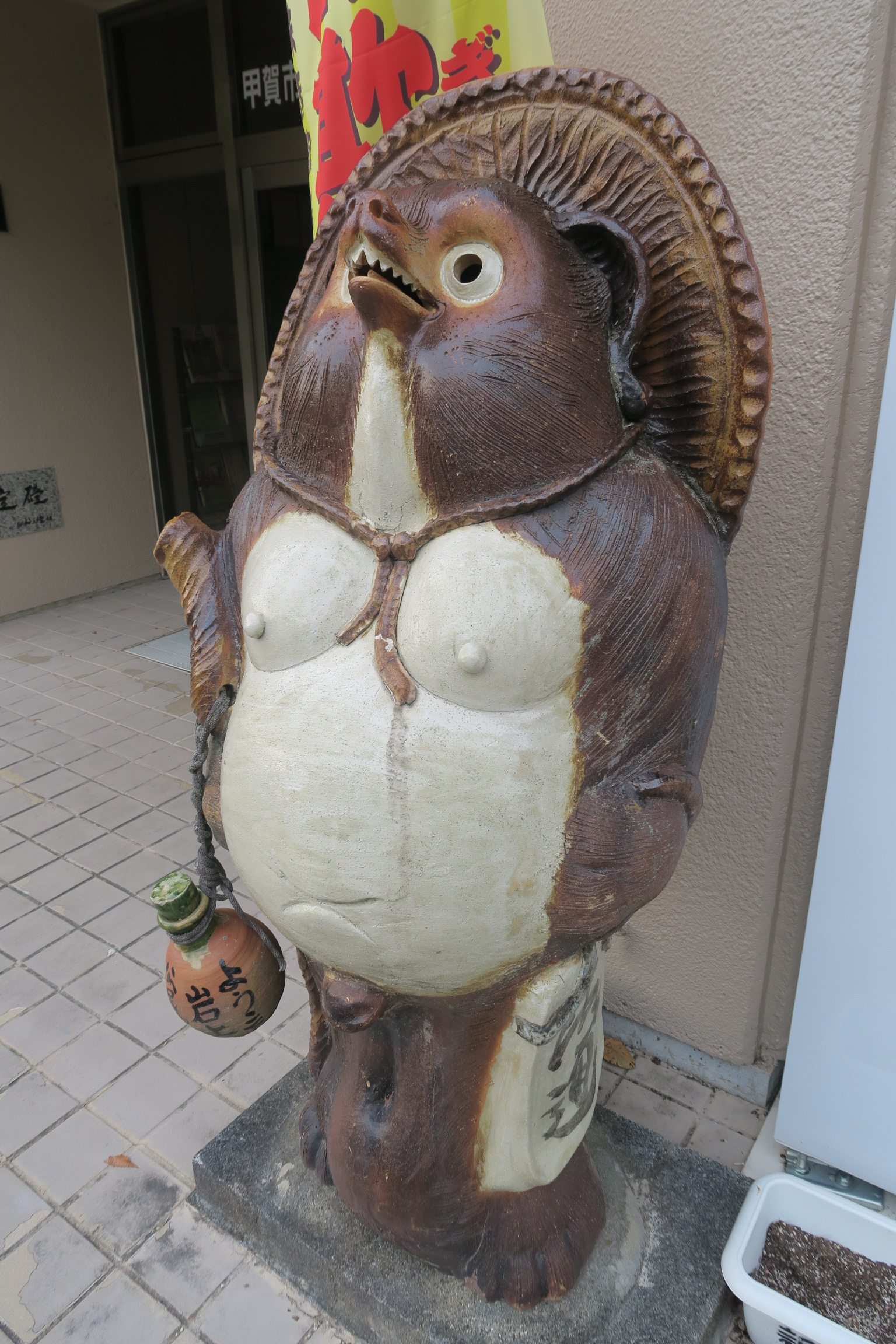
Statue de tanuki en céramique de Shigaraki devant le centre communautaire d'Iwagami
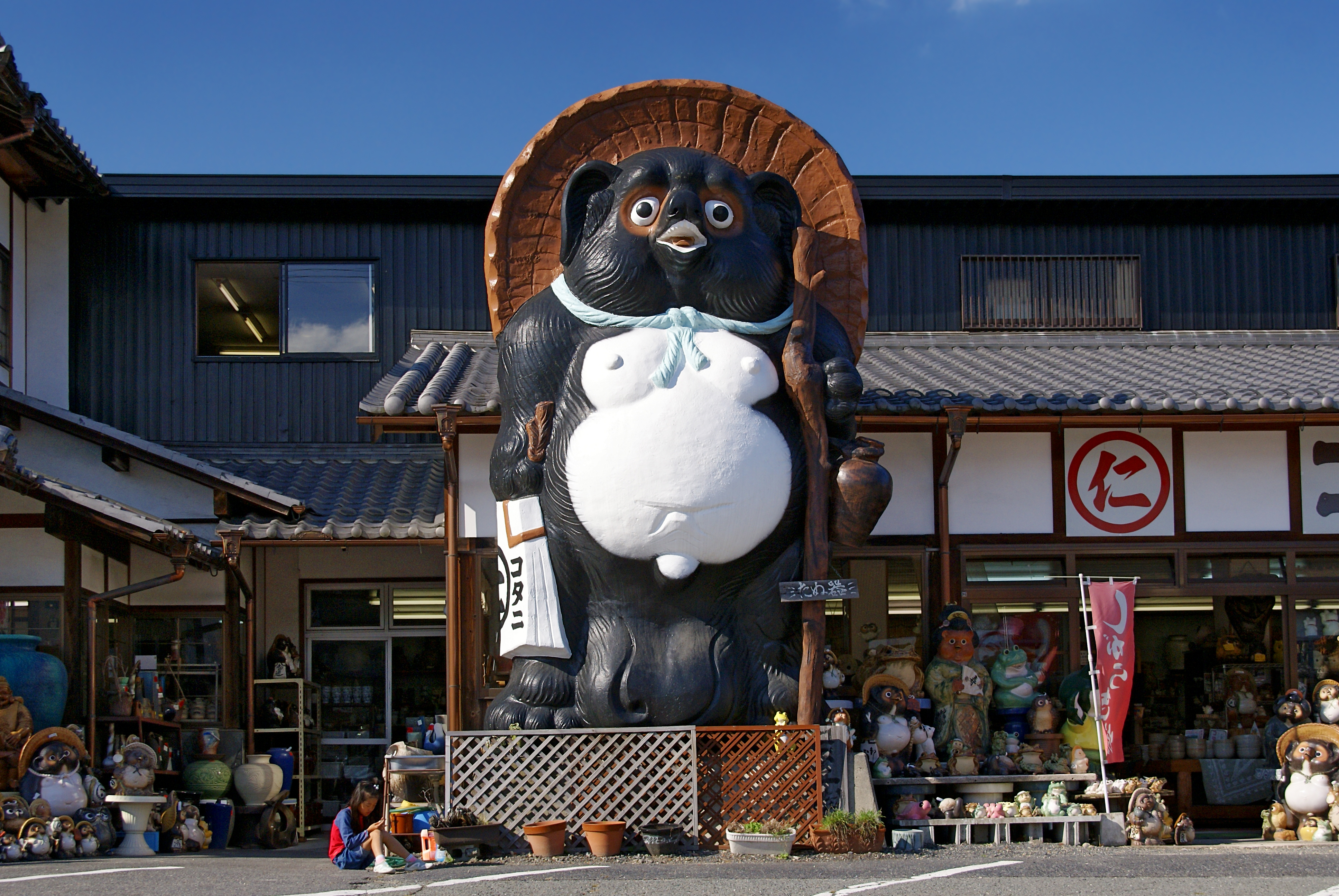
Statue de tanuki géante en face de la gare de Shigaraki.
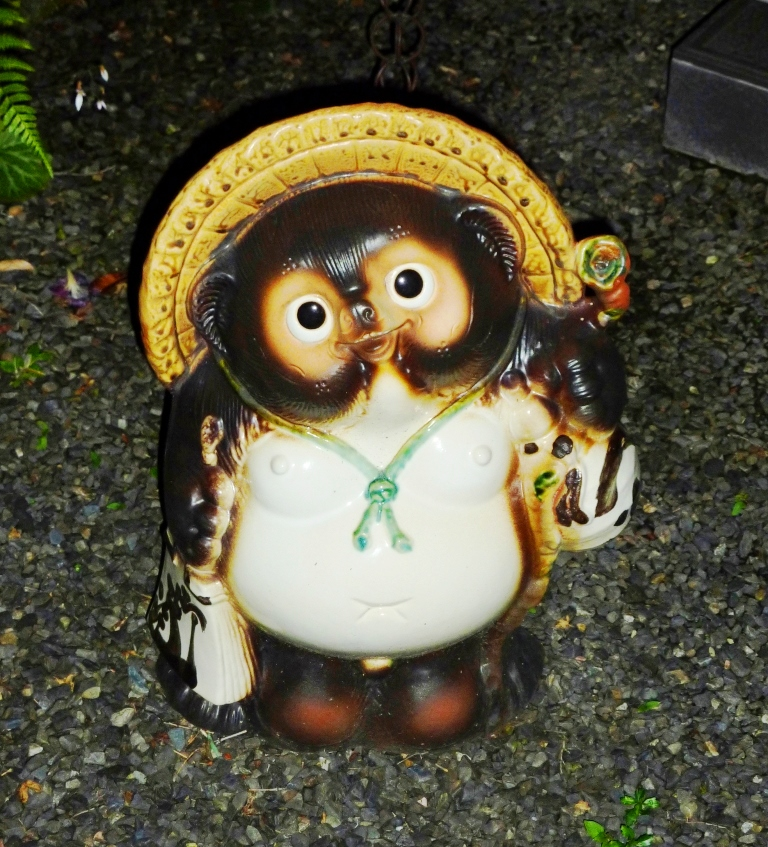
Statuette de tanuki en céramique à Ashikaga, préfecture de Tochigi.

### Représentation durant la période contemporaine et dans de nouveaux médias
Au-delà des légendes urbaines et des représentations dans la littérature et la sculpture. Les bake-danuki ont été représenté extrêmement tôt dans les médiums contemporains que sont les médiums audiovisuels. Avec l’adaptation en comptine pour enfant de Shojoji no tanuki bayashi (證城寺の狸囃子) en 1925. Les premiers dessins animés japonais représentaient déjà le folklore local à l’écran :  La première intitulée : dōeikoritatsuhiki (動絵狐狸達引) que l’on pourrait traduire par : « Confrontation fantomatique » publiée en 1933, montre un combat entre un renard prenant l’apparence d’un grand samouraï et un tanuki accompagné de son petit. Les tanuki apparaissent aussi à l’écran en 1937 avec un autre court métrage intitulé Shojoji no Tanukibayashi Hanawa Danemon (證城寺の狸囃子 塙団右衛門) « La chasse aux tanukis de Shojoji par Danemon » une comédie racontant l’histoire d’un homme infiltrant une maison envahie de tanuki faisant la fête et chantant des chansons.
Des tanuki dotés de pouvoirs magiques apparaissent dès les premiers mangas traitant de récits folkloriques, comme dans l’univers de Gegege no kitarō de Shigeru Mizuki.
À partir des années 1980, le tanuki sera marqué d’une nouvelle représentation artistique, représentant comme un animal au gros ventre blanc et une queue annelée, le faisant ressembler a un raton laveur. De nombreux titre ont transmis cette idée au fil du temps au point d'en devenir une convention graphique reconnaissable de l'animal. Il est difficile de déterminer l'origine exacte, mais elle pourrait provenir de reinterpretations graphiques de différents animaux comme le chat, le panda roux et le raton laveur au cours des années 1960 et 1970.
Le bake-danuki se différencie graphiquement des animaux réguliers en ayant un élément caractéristique du récit folklotique dans lequel il est issu, mais la caractéristique la plus courante reste la feuille au sommet de la tête.

## Réception hors du Japon

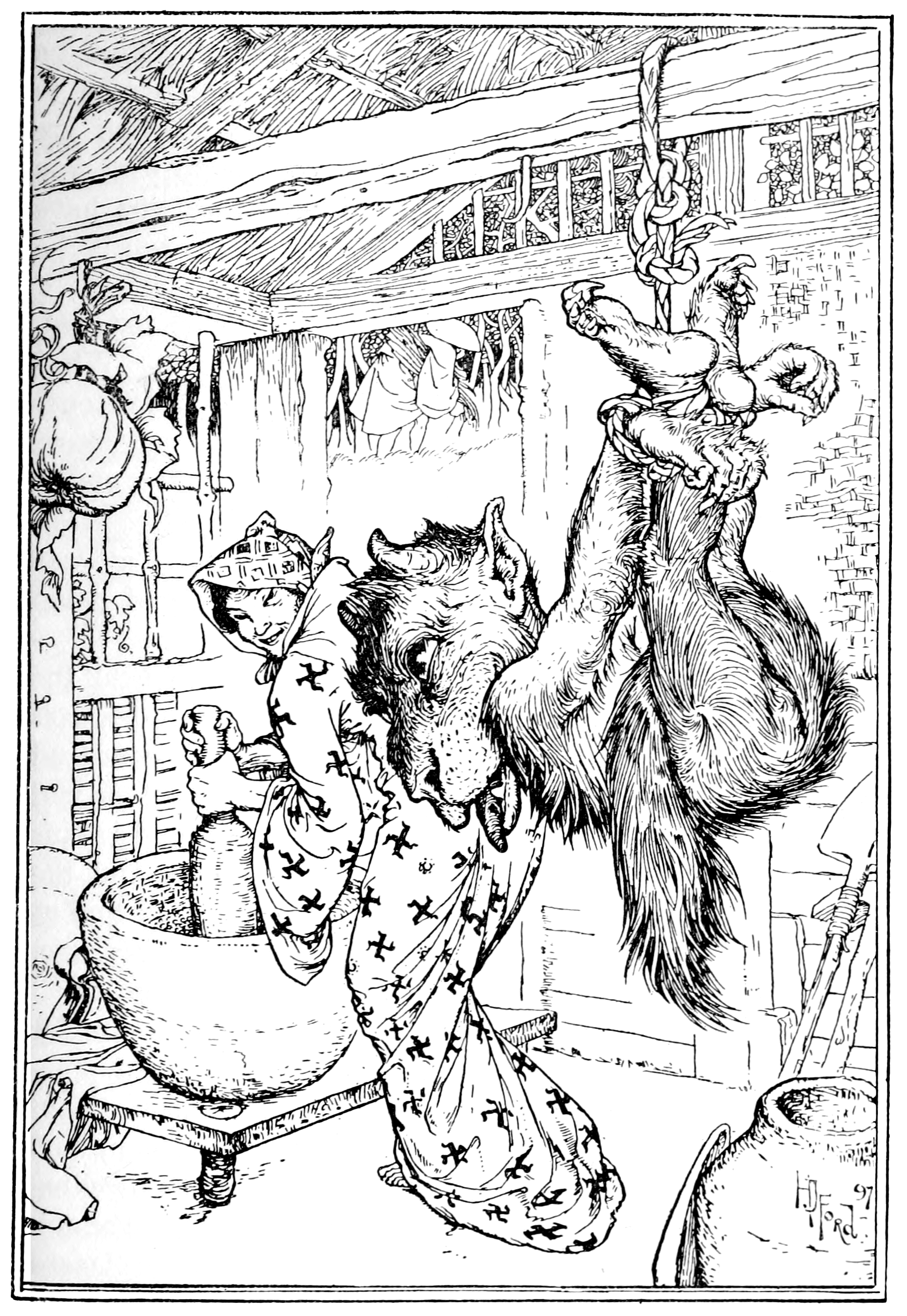
Un "tanuki", illustré par H. J. Ford dans The Pink Fairy Book (1897)

L'une des premières mentions du terme "tanuki" est attestée dans le volume 5 de la série de monographie de zoologie Fauna Japonica consacrée aux mammifères par Coenrad Jacob Temminck en 1842. Si de nombreuses variantes folkloriques sont évoquées, il n’est pas vraiment question de bake-danuki, mais seulement des caractéristiques de l’animal et de croyances locales.
Par la suite, le tanuki a été mentionné de multiples hors du Japon. Mais c'est à partir de la fin du XIXe siècle que les premiers récits folkloriques impliquent des bake-danuki seront traduits pour la première fois dans les langues européennes à destination du jeune public, notamment par l'intermédiaire de l'éditeur Hasegawa Takejirō dans une série de livres intitulé : Les contes du vieux Japon, avec des titres tel que Bunbuku chagama (分福茶釜) traduit par « La bouillote du bonheur », ou encore katchi katchi yama (勝々山), traduits sous le nom de « Le mont katsi katsi », Cependant, la plupart des auteurs de ces réinterprétations jouant sur la confusion entre le tanuki et le blaireau japonais et utiliserons le terme de « blaireau » pour désigner l’animal. Les autres traduction de production littéraires et universitaires sur la culture japonaises, en anglais ainsi que dans d’autres langues, continuent de traduire le tanuki en d’autres animaux, notamment le raton laveur, par l’influences des traductions américaines, pendant plus d’un siècle. Seuls les manuels de zoologie sur l'animal ou la faune du Japon ont maintenu ce lien entre le chien viverrin et le tanuki.
Le mot tanuki sortira de la sphère zoologique et nippophile pour se faire connaître du grand public, au début des années 1990 avec le « costume de tanooki » dans le jeu vidéo Super Mario Bros 3 sur NES, puis dans les différentes itérations suivantes.
La hausse du tourisme au Japon, ainsi que la publication d’autres titres comme le film Pompoko d’Isao Takahata en 1995 et en 2006 ferons davantage connaître les bake-danuki hors du Japon.
Toutefois, un glissement sémantique s'est réalisé amenant à une confusion : Du fait que le nom commun « tanuki » soit également utilisé au Japon pour nommer les bake-danuki, il arrive parfois que le terme tanuki soit définit comme un yōkai seulement inspiré du chien viverrin, voire comme un animal totalement fictif.
Une plus grande accessibilité à un plus grand nombre de titres publié hors du Japon par la démocratisation des productions japonaises présentant l'animal, ainsi que son rôle supposé dans l’émergence de la covid-19 ont fait encore davantage connaître le tanuki à l’international.

### Apparition de bake-danuki dans la culture populaire
- Dans Super Mario Bros. 3 et Super Mario 3D Land, Mario peut respectivement avec le "costume de tanooki" et la "feuille statue" se transformer en tanuki doté de pouvoirs spéciaux. En plus de lui donner la possibilité de planer dans les airs et attaquer avec sa queue, il acquiert le pouvoir supplémentaire de se changer en statue le rendant invulnérable mais immobile pour une courte durée.
- Le tanuki et le folklore qui les entoure, ont été immortalisé au cinéma par le cinéaste Isao Takahata dans le film d'animation Pompoko produit par le studio Ghibli en 1994.
- Dans le manga Naruto, le démon Ichibi, évoque le bake-danuki du comte bunbuku chagama, il porte d'ailleurs le nom de Shukaku, le moine qui a recueilli la bouilloire au début du récit.
- Dans l'univers du manga One Piece : Une bouilloire du nom de Bunbuku a ingéré un fruit du démon la transformant en tanuki. Dans le jeu vidéo One Piece Unlimited World Red, le personnage de Pato, est un crayon qui a mangé le fruit du Zoan Mythologique modèle Bake-danuki, lui donnant des capacités de métamorphoses.
- Dans la licence cross-média Pokémon, les pokémon Évoli et Zigzaton évoquent des bake-danuki. Évoli évolue en huit pokémon différents, évoquant les huit transformations du bake-danuki. Et Zigzaton est, en japonais, un pokémon "mamedanuki" ; a un certain niveau d'expérience, il peut apprendre la capacité Cognobidon, qui évoque le tambourinage que font les tanuki sur leur ventre, dans le folklore.
- Dans la série de jeux vidéo Animal Crossing, le personnage de Tom nook semble s'inspirer du célèbre bake-danuki Danzaburō. Il n'a cependant aucun pouvoir magique.
- Dans le jeu vidéo Genshin Impact, les Bake-danuki sont présents sur l'île dInazuma. Gardiens de la forêt de Chinju, ils sont liés à de nombreuses quêtes et évènements, dans lesquels il faut par exemple jouer à cache-cache avec eux.
- Dans le jeu vidéo The Legend of Zelda: Link's Awakening, un tanuki est présent dans la forêt, il tambourine sur son ventre comme ceux présent dans le folklore.
- Dans le manga Urusei Yatsura (Lamu), le démon Oshima est un bake-danuki.
- Dans le roman de Tom Robbins, Villa Incognito, le personnage principal est un bake-danuki.
- Dans le manga Inu-Yasha, un bake-danuki du nom de Hachi (八衛門, Hachiemon?) aide parfois les autres personnages.
- Dans le manga Soul Eater, le totem de Kim est un bake-danuki possédant des pouvoirs de guérison.
- Dans le manga Shaman King, l'ascète Mikihisa Asakura possède 2 esprits dont l'un, Shigaraki, est un tanuki, sa disciple la chamane Tamamura Tamao possède, elle aussi, 2 esprits dont l'un nommé Ponchi est également un tanuki possédant tous les attributs de ceux-ci notamment d'énormes testicules dont il est très fier.
- Dans le manga Secret Service, Banri Watanuki est un tanuki possédant la capacité de se métamorphoser.
- Dans l'anime Dragon Ball GT, Goku tombe dans une autre dimension, dirigée par Sugoro et son fils, possédant la capacité de se métamorphoser à volonté et l'apparence d'un bake-danuki.
- L'l'anime The Eccentric Family (en) raconte le quotidien d'une famille de tanuki capables de métamorphose[58].
- Dans l'anime BNA: Brand New Animal, Michiru Kagemori est une homme-bête tanuki, elle acquiert des pouvoirs de métamorphose au cours de l'histoire.
- Dans le MMORPG Ragnarok Online, un type de créatures nommées smokie possèdent l'apparence d'un tanuki. Il peut être dompté et on peut le rendre invisible en plaçant une feuille sur sa tête.
- Dans le MMORPG Dofus, un boss de donjon se nomme Tanukouï-san et possède également l'apparence d'un tanuki, il est doté de pouvoirs d'invocation de géoglyphes.
- Dans la série de shoot them up à défilement Pocky and Rocky : Pocky and Rocky, Pocky and Rocky 2 et Pocky and Rocky with Becky (en), le personnage de Rocky est un tanuki qui utilise des feuilles magiques pour se battre.
- Dans le 13e opus du Shoot them'up de type Manic Shooter Touhou Project, le boss de l'extra stage, Mamizou Futatsuiwa, est un tanuki doté de pouvoirs de métamorphoses et d'altération de la réalité.
- Dans Ghostwire Tokyo, des tanukis en visite à Tokyo s'y retrouvent coincés suites aux événements du jeu. Le joueur devra retrouver tous tanukis camouflés sous la forme d'objets du quotidien.